# Histórico de versões do Android

Google Android

O Android é um sistema operacional móvel lançado inicialmente com a versão alpha em novembro de 2007, e em seguida a segunda versão comercial e estável, o Android 1.0, lançado em setembro de 2008.
Está em constante desenvolvimento pela empresa Google e a organização Open Handset Alliance, e o sistema operacional recebeu uma série de atualizações desde o seu lançamento original. Essas atualizações geralmente corrigem erros e adicionam novas funcionalidades.
Desde abril de 2009, as versões Android foram desenvolvidos sob um codinome (exceto Android 10 ao 14) e lançadas em ordem alfabética: 1.0, 1.1, Cupcake, Donut, Eclair, Froyo, Gingerbread, Honeycomb, Ice Cream Sandwich, Jelly Bean, KitKat, Lollipop, Marshmallow, Nougat, Oreo, Pie, Q, R, S, T, U, V, Baklava.
Do Android 1.5 (Cupcake), lançado em 27 de abril de 2009, até o Android 9 (Pie), lançado em 6 de agosto de 2018, foram lançados apenas versões com nomes de doces. A Google coloca uma estátua em sua sede ao lançamento de cada versão, em que o famoso "robôzinho" estava acompanhado do doce a qual a versão Android se referia, e agora está acompanhado do número.
Como nos habitámos a ver, a Google tem uma forma diferente e divertida de criar e identificar as novas versões do Android, enquanto as vai desenvolvendo. A cada uma dá um nome de sobremesa, seguindo a ordem do alfabeto e sendo muito criativa.
Com a mais recente versão, o Android 15, a Google parece já estar a preparar o futuro e a criar as bases para o que será a versão seguinte do Android. Assim, e de forma natural, surgiu finalmente o nome do que será o Android 16.

## Versões de pré-lançamento comercial

### Android alpha
Houve ao menos dois lançamentos internos dentro do Google e da Open Handset Alliance antes de o Android Beta ser lançado em novembro de 2007. Em um esquema temporário de nomenclatura, o segundo desses lançamentos foi chamado "R2-D2". Dan Morril criou alguns dos primeiros mascotes, no qual do Android foi desenhado por Irina Blok. Ryan Gibson concebeu o esquema de nomenclatura que foi usado pelos lançamentos públicos majoritários, iniciando com o Android 1.5 "Cupcake" em Abril de 2009.

### Android beta
O Android beta foi lançado em 5 de novembro de 2007, enquanto o kit de desenvolvimento de software (SDK) foi lançado em 12 de novembro de 2007. Dia 5 de novembro é a data em que popularmente se comemora o aniversário do Android. As versões beta públicas do SDK foram lançadas na seguinte ordem:
- 16 de novembro de 2007: m3-rc22a
- 14 de dezembro de 2007: m3-rc37a
- 13 de fevereiro de 2008: m5-rc14
- 3 de março de 2008: m5-rc15
- 18 de agosto de 2008: 0.9 Beta
- 23 de setembro de 2008: 1.0-r1

## Visão geral
| Nome | Versão        | Data de lançamento                | API | Distribuição | Data do patch de segurança mais recente |
| --- | ------------- | --------------------------------- | --- | ------------ | --------------------------------------- |
| Sem codinome oficial | 1.0           | 23 de setembro de 2008 (16 anos)  | 1   | ~0.0%        |                                         |
| Sem codinome oficial 1                                                                                                  | 1.1           | 9 de fevereiro de 2009 (16 anos)  | 2   | ~0.0%        |                                         |
| Cupcake | 1.5           | 27 de abril de 2009 (16 anos)     | 3   | ~0.0%        |                                         |
| Donut | 1.6           | 15 de setembro de 2009 (15 anos)  | 4   | ~0.0%        |                                         |
| Eclair | 2.0           | 27 de outubro de 2009 (15 anos)   | 5   | ~0.0%        |                                         |
| Eclair | 2.0.1         | 3 de dezembro de 2009 (15 anos)   | 6   | ~0.0%        |                                         |
| Eclair | 2.1           | 11 de janeiro de 2010 (15 anos)   | 7   | ~0.0%        |                                         |
| Froyo | 2.2 - 2.2.3   | 20 de maio de 2010 (15 anos)      | 8   | ~0.0%        |                                         |
| Gingerbread | 2.3 - 2.3.2   | 6 de dezembro de 2010 (14 anos)   | 9   | ~0.0%        |                                         |
| Gingerbread | 2.3.3 - 2.3.7 | 9 de fevereiro de 2011 (14 anos)  | 10  | ~0.0%        |                                         |
| Honeycomb | 3.0           | 22 de fevereiro de 2011 (14 anos) | 11  | ~0.0%        |                                         |
| Honeycomb | 3.1           | 10 de maio de 2011 (14 anos)      | 12  | ~0.0%        |                                         |
| Honeycomb | 3.2 - 3.2.6   | 15 de julho de 2011 (14 anos)     | 13  | ~0.0%        |                                         |
| Ice Cream Sandwich | 4.0 - 4.0.2   | 18 de outubro de 2011 (13 anos)   | 14  | ~0.0%        |                                         |
| Ice Cream Sandwich | 4.0.3 - 4.0.4 | 16 de dezembro de 2011 (13 anos)  | 15  | ~0.0%        |                                         |
| Jelly Bean | 4.1 - 4.1.2   | 9 de julho de 2012 (13 anos)      | 16  | ~0.0%        |                                         |
| Jelly Bean | 4.2 - 4.2.2   | 13 de novembro de 2012 (12 anos)  | 17  | ~0.0%        |                                         |
| Jelly Bean | 4.3 - 4.3.1   | 24 de julho de 2013 (12 anos)     | 18  | ~0.0%        |                                         |
| KitKat | 4.4 - 4.4.4   | 31 de outubro de 2013 (11 anos)   | 19  | ~0.1%        | outubro de 2017                         |
| KitKat | 4.4W - 4.4W.2 | 25 de junho de 2014 (11 anos)     | 20  | ~0.1%        |                                         |
| Lollipop | 5.0 - 5.0.2   | 4 de novembro de 2014 (10 anos)   | 21  | ~0.6%        | novembro de 2017                        |
| Lollipop | 5.1 - 5.1.1   | 2 de março de 2015 (10 anos)      | 22  | ~0.6%        | março de 2018                           |
| Marshmallow | 6.0 - 6.0.1   | 2 de outubro de 2015 (9 anos)     | 23  | ~0.7%        | agosto de 2018                          |
| Nougat | 7.0           | 22 de agosto de 2016 (8 anos)     | 24  | ~1.2%        | agosto de 2019                          |
| Nougat | 7.1 - 7.1.2   | 4 de outubro de 2016 (8 anos)     | 25  | ~1.2%        | outubro de 2019                         |
| Oreo | 8.0           | 21 de agosto de 2017 (7 anos)     | 26  | ~4.0%        | janeiro de 2021                         |
| Oreo | 8.1           | 5 de dezembro de 2017 (7 anos)    | 27  | ~4.0%        | outubro de 2021                         |
| Pie | 9             | 6 de agosto de 2018 (7 anos)      | 28  | ~5.8%        | janeiro de 2022                         |
| Android 10 | 10            | 3 de setembro de 2019 (5 anos)    | 29  | ~10.2%       | fevereiro de 2023                       |
| Android 11 | 11            | 8 de setembro de 2020 (4 anos)    | 30  | ~15.9%       | fevereiro de 2024                       |
| Android 12 | 12            | 4 de outubro de 2021 (3 anos)     | 31  | ~12.8%       | março de 2025                           |
| Android 12L | 12.1          | 7 de março de 2022 (3 anos)       | 32  | ~12.8%       | março de 2025                           |
| Android 13 | 13            | 15 de agosto de 2022 (3 anos)     | 33  | ~16.8%       | agosto de 2025                          |
| Android 14 | 14            | 4 de outubro de 2023 (1 ano)      | 34  | ~27.4%       | agosto de 2025                          |
| Android 15 | 15            | 15 de outubro de 2024 (0 anos)    | 35  | ~4.5%        | agosto de 2025                          |
| Android 16 | 16            | 10 de junho de 2025 (0 anos)      | 36  | ~0.0%        | agosto de 2025                          |
| Legenda:Versão antigaVersão mais antiga, ainda mantidaVersão mais recenteVersão de prévia mais recenteLançamento futuro |               |                                   |     |              |                                         |

Dados de distribuição coletados aproximadamente em abril de 2025.

## Versões por nível de API
As tabelas a seguir mostram as datas de lançamento e os principais recursos de todas as atualizações do sistema operacional Android até o momento, listadas cronologicamente por seus níveis de Interface de programação de aplicações (API) oficial.

### Android 1.0(API 1)
Android 1.0 é a primeira versão a ser comercializada do sistema, lançada em 23 de setembro de 2008, baseada na versão 2.6.25 do Linux Kernel. O HTC Dream é o primeiro dispositivo com este sistema operativo móvel como padrão de fábrica, lançado em outubro de 2008. Incorporou as seguintes características do Android 1.0:
| Versão | Data de lançamento     | Características | Imagem |
| ------ | ---------------------- | --- | ------ |
| 1.0    | 23 de setembro de 2008 | - Aplicação Android Market realiza download e atualiza aplicativos através do aplicativo Market; - Navegador Web para exibir, dar zoom e suporte total a páginas em HTML e XHTML - múltiplas páginas são mostradas em janelas ("cards"); - Suporte a câmara - entretanto, nesta versão faltavam opções de alterar a resolução da câmara, balanço branco, qualidade, etc; - Pastas que permitem o agrupamento de vários ícones de apps em um único ícone de pasta na tela inicial; - Acesso a servidores de email na web, com suporte para POP3, IMAP4 e SMTP; - Sincronização do Gmail com a app Gmail; - Sincronização do Google Contatos com a app Pessoas (People em Inglês); - Sincronização do Google Calendar com o aplicativo Calendário (Calendar em Inglês); - Google Maps com o Street View para visualizar mapas e imagens de satélite, além de encontrar empresas locais e obter instruções de direção usando GPS; - Google Sync, permitindo o gerenciamento da sincronização over-the-air do Gmail, People e Calendar; - Google Search, permitindo que os usuários pesquisem na Internet e em aplicativos de telefone, contatos, calendário, etc; - Mensagens instantâneas do Google Talk; - Mensageiro instantâneo, mensagens de texto e serviço de mensagens multimídia; - Reprodutor de mídia, permitindo o gerenciamento, importação e reprodução de arquivos de mídia - no entanto, esta versão não tinha suporte para vídeo e Bluetooth estéreo; - As notificações aparecem na barra de status, com opções para definir toque, LED ou alertas de vibração; - O Voice Dialer permite discar e fazer chamadas sem digitar um nome ou número; - O papel de parede permite que o usuário defina a imagem ou foto de fundo por trás dos ícones e widgets da tela inicial; - Player de vídeo do YouTube; - Outros aplicativos incluem: Despertador, Calculadora, Discador (telefone), Tela inicial (Iniciador), Imagens (Galeria) e Configurações; - Suporte para Wi-Fi e Bluetooth. |        |

### Android 1.1(API 2)
Em 9 de fevereiro de 2009, a atualização Android 1.1 foi lançada, inicialmente para o HTC Dream. O Android 1.1 era conhecido como "Petit Four" e menos como "Banana Bread" internamente, embora esses nomes não foram usados oficialmente. A atualização mudou a API e acrescentou uma série de recursos:
| Versão | Data de lançamento     | Características | Imagem |
| ------ | ---------------------- | --- | ------ |
| 1.1    | 9 de fevereiro de 2009 | - Adiciona suporte para letreiros em layouts; - Adiciona comentários e mais detalhes quando um usuário faz uma busca no Google Maps; - Adiciona suporte para salvar anexos de mensagens; - Na chamada padrão, o tempo de limite da tela agora é maior quando usando a viva voz. |        |

### Android 1.5 - Cupcake(API 3)
Em 27 de abril de 2009, a atualização Android 1.5 foi lançada, com base no Linux Kernel 2.6.27. Esta foi a primeira versão a usar oficialmente um nome baseado em um doce, um tema que seria usado para todas as versões seguintes. A atualização já incluía vários novos recursos e alterações de Interface gráfica do utilizador (GUI)
| Versão | Data de lançamento  | Características | Imagem |
| ------ | ------------------- | --- | ------ |
| 1.5    | 27 de abril de 2009 | - Suporte para teclados virtuais de terceiros com previsão de texto e dicionário para palavras personalizadas do usuário; - O suporte para Widgets - vistas de aplicativos em miniatura, que pode ser embutido em outras aplicações (como a tela inicial) e receber atualizações periódicas; - Gravação e reprodução de vídeo em MPEG-4 e 3GP; - Auto-emparelhamento e suporte para Bluetooth estéreo acrescentado (A2DP) e (AVRCP) - Recursos de copiar e colar adicionado ao navegador web; - Fotos dos usuários mostrado para Favoritos em Contatos; - Carimbo de data / hora específico mostrado para eventos em log de chamadas e acesso com um toque a um cartão do evento log de chamadas; - Animações de transições de tela; - Auto-rotação da tela; - Nova animação de inicialização; - Capacidade de enviar vídeos para o YouTube; - Capacidade de fazer upload de fotos para o Picasa; - Capacidade de verificar o histórico de uso do telefone. |        |

### Android 1.6 - Donut(API 4)
Em 15 de setembro de 2009 o Android 1.6 - tende o apelido de Donut - foi lançado, baseado no Linux Kernel 2.6.29. Foram incluídos na atualização vários novos recursos:
| Versão | Data de lançamento     | Características | Imagem |
| ------ | ---------------------- | --- | ------ |
| 1.6    | 15 de setembro de 2009 | - Pesquisa de entrada de voz e texto aprimorada para incluir histórico de favoritos, contatos e a web; - Capacidade dos desenvolvedores de incluir seu conteúdo nos resultados da pesquisa; - Motor de Síntese de fala multilíngue para permitir que qualquer aplicativo Android "fale" uma sequência de texto; - Pesquisa mais fácil e a capacidade de visualizar capturas de tela do aplicativo no Android Market; - Galeria, câmera e filmadora totalmente integradas, com acesso mais rápido à câmera; - Capacidade de os usuários selecionarem várias fotos para exclusão; - Suporte de tecnologia atualizado para CDMA/EVDO, IEEE 802.1, VPNs e um mecanismo de texto para fala; - Suporte para resoluções de tela WVGA (768×480); - Melhorias de velocidade em aplicativos de busca e câmera; - Estrutura expandida do Gesture e uma nova ferramenta de desenvolvimento GestureBuilder. |        |

### Android 2.0 - Eclair(API 5)
Em 27 de outubro de 2009 o Android 2.0 SDK - codinome Eclair - foi lançado, baseado no Linux Kernel 2.6.29. As alterações incluíram:
| Versão | Data de lançamento    | Características | Imagem |
| ------ | --------------------- | --- | ------ |
| 2.0    | 27 de outubro de 2009 | - Sincronização de conta expandida, permitindo que os usuários adicionem várias contas a um dispositivo para sincronização de e-mail e contatos; - Suporte para e-mail do Microsoft Exchange, com uma caixa de entrada combinada para navegar por e-mail de várias contas em uma página; - Suporte para Bluetooth 2.1; - Capacidade de tocar em uma foto de Contatos e selecionar ligar, enviar SMS ou enviar e-mail para a pessoa; - Capacidade de pesquisar todas as mensagens SMS e MMS salvas, com a capacidade adicional de excluir as mensagens mais antigas em uma conversa excluída automaticamente quando um limite definido é atingido; - Vários novos recursos da câmera, incluindo suporte a flash, zoom digital, modo de cena, equilíbrio de branco, efeito de cor e foco macro; - Maior velocidade de digitação em um teclado virtual, com um dicionário mais inteligente que aprende com o uso das palavras e inclui nomes de contato como sugestões; - Interface do usuário do navegador atualizada com miniaturas de favoritos, zoom de toque duplo e suporte para HTML5; - A visualização da agenda do calendário foi aprimorada, mostrando o status de participação de cada convidado e a capacidade de convidar novos convidados para eventos; - Velocidade de hardware otimizada e UI renovada; - Suporte para mais tamanhos e resoluções de tela, com melhor taxa de contraste; - Melhorado Google Maps 3.1.2; - Classe MotionEvent aprimorada para rastrear eventos multitoque; - Adição de papéis de parede ao vivo, permitindo a animação de imagens de fundo da tela inicial para mostrar o movimento. |        |

### Android 2.0.1 - Eclair(API 6)
| Versão | Data de lançamento    | Características                                                                          |
| ------ | --------------------- | ---------------------------------------------------------------------------------------- |
| 2.0.1  | 3 de dezembro de 2009 | - Pequenas alterações de API, correções de bugs e mudanças comportamentais de estrutura. |

### Android 2.1 - Eclair(API 7)
| Versão | Data de lançamento    | Características                                   | Imagem |
| ------ | --------------------- | ------------------------------------------------- | ------ |
| 2.1    | 11 de janeiro de 2010 | - Pequenas alterações na API e correções de bugs. |        |

### Android 2.2 - Froyo(API 8)
Em 20 de maio de 2010, o Android 2.2 (Froyo) SDK foi lançado, baseado no Linux Kernel 2.6.32.
| Versão | Data de lançamento     | Características | Imagem |
| ------ | ---------------------- | --- | ------ |
| 2.2    | 20 de maio de 2010     | - Otimizações de velocidade, memória e desempenho; - Melhorias adicionais na velocidade do aplicativo, implementadas por meio da compilação JIT; - Integração do motor V8 (JavaScript) do Chrome no aplicativo do navegador; - Suporte para o serviço Android Cloud to Device Messaging (C2DM), permitindo notificações push; - Suporte aprimorado do Microsoft Exchange, incluindo políticas de segurança, autodescoberta, pesquisa de GAL, sincronização de calendário e limpeza remota; - Iniciador de aplicativos aprimorado com atalhos para aplicativos de telefone e navegador; - Funcionalidade de tethering USB e ponto de acesso Wi-Fi; - Opção para desativar o acesso a dados em uma rede móvel; - Aplicativo Market atualizado com recursos de atualização automática e em lote; - Alternância rápida entre vários idiomas de teclado e seus dicionários; - Suporte para carro habilitado para Bluetooth e docas de mesa; - Suporte para senhas numéricas e alfanuméricas; - Suporte para campos de upload de arquivo no aplicativo de navegador; - O navegador agora mostra todos os quadros de GIFs animados em vez de apenas o primeiro quadro; - Suporte para instalação de aplicativos em memória expansível; - Suporte para Adobe Flash; - Suporte para telas de PPI alto (até 320 ppi), como telas de quatro polegadas 720p; - A Galeria permite aos usuários visualizar pilhas de imagens usando um gesto de zoom. |        |
| 2.2.1  | 27 de setembro de 2010 | - Correções de bugs, atualizações de segurança e melhorias de desempenho. |        |
| 2.2.2  | 21 de janeiro de 2011  | - Pequenas correções de bugs, incluindo problemas de roteamento de SMS que afetaram o Nexus One. |        |
| 2.2.3  | 21 de novembro de 2011 | - Duas atualizações de segurança. |        |

### Android 2.3 - Gingerbread(API 9)
Em 06 de dezembro de 2010, o Android 2.3 (Gingerbread) SDK foi lançado, baseado no Linux Kernel 2.6.35. As alterações incluíram:
| Versão | Data de lançamento     | Características | Imagem |
| ------ | ---------------------- | --- | ------ |
| 2.3    | 6 de dezembro de 2010  | - Design de interface de usuário atualizado com maior simplicidade e velocidade; - Suporte para tamanhos e resoluções de tela extra-grandes WXGA (1366×768) e superiores; - Suporte nativo para telefones de Internet SIP VoIP; - Entrada de texto mais rápida e intuitiva em um teclado virtual, com maior precisão, melhor texto sugerido e modo de entrada de voz; - Funcionalidade de copiar/colar aprimorada, permitindo que os usuários selecionem uma palavra pressionando, segurando, copiando e colando; - Suporte para Near Field Communication (NFC), permitindo ao usuário ler uma etiqueta NFC embutida em um pôster, adesivo ou anúncio; - Novos efeitos de áudio, como reverberação, equalização, virtualização de fone de ouvido e aumento de graves; - Novo gerenciador de downloads, oferecendo aos usuários acesso fácil a qualquer arquivo baixado do navegador, e-mail ou outro aplicativo; - Suporte para várias câmeras no dispositivo, incluindo uma câmera frontal, se disponível; - Suporte para reprodução de vídeo WebM/VP8 e codificação de áudio AAC; - Gerenciamento de energia aprimorado com uma função mais ativa no gerenciamento de aplicativos que mantêm o dispositivo ativo por muito tempo; - Suporte aprimorado para desenvolvimento de código nativo; - Mudou de YAFFS para ext4 em dispositivos mais recentes; - Aprimoramentos de áudio, gráficos e entrada para desenvolvedores de jogos; - Coleta de lixo simultânea para melhor desempenho; - Suporte nativo para mais sensores (como giroscópio e barômetro); - Primeira versão do Android a apresentar um Easter egg. Era uma imagem do Bugdroid ao lado de um zumbi homem-biscoito de gengibre, com muitos outros zumbis ao fundo. |        |
| 2.3.1  | 22 de dezembro de 2010 | - Melhorias e correções de bugs para o Nexus S. |        |
| 2.3.2  | 21 de janeiro de 2011  | - Melhorias e correções de bugs para o Nexus S. |        |

### Android 2.3.3 - Gingerbread(API 10)
| Versão | Data de lançamento     | Características |
| ------ | ---------------------- | --- |
| 2.3.3  | 9 de fevereiro de 2011 | - Diversas melhorias e correções de API. |
| 2.3.4  | 28 de abril de 2011    | - Suporte para bate-papo por voz ou vídeo usando o Google Talk; - Suporte para Biblioteca de Acessórios Aberta. Open Accessory foi introduzido em 3.1 (Honeycomb), mas a Open Accessory Library concede 2.3.4 suporte adicionado ao conectar a um periférico USB com software compatível e um aplicativo compatível no dispositivo; - Mudou a criptografia padrão para SSL de AES256-SHA para RC4-MD5; - Corrigida uma reinicialização espontânea no Samsung Galaxy S Plus. |
| 2.3.5  | 25 de julho de 2011    | - Desempenho de rede aprimorado para o Nexus S 4G, entre outras correções e melhorias; - Corrigido um bug de Bluetooth no Samsung Galaxy S; - Corrigida uma falha de Wi-Fi no Samsung Galaxy S Plus; - Melhorou o aplicativo Gmail; - Animações de sombra para rolagem de lista; - Aprimoramentos do software da câmera; - Maior eficiência da bateria. |
| 2.3.6  | 2 de setembro de 2011  | - Corrigido um bug de pesquisa por voz. |
| 2.3.7  | 21 de setembro de 2011 | - Suporte do Google Wallet para o Nexus S 4G. |

### Android 3.0 - Honeycomb(API 11)
Em 22 de fevereiro de 2011, foi lançado o Android 3.0 (Honeycomb) SDK. A primeira atualização Android só de tablets - foi lançada, baseada no Linux Kernel 2.6.36. O primeiro dispositivo com esta versão foi o Motorola Xoom. O tablet foi lançado em 24 de dezembro de 2011. A atualização suportava as seguintes funcionalidades:
| Versão | Data de lançamento      | Características | Imagem |
| ------ | ----------------------- | --- | ------ |
| 3.0    | 22 de fevereiro de 2011 | - Suporte otimizado para tablet com uma nova interface de usuário “holográfica” (removida três anos seguintes com a versão 5.0); - Novo Easter egg, uma imagem de uma abelha com o tema Tron; - Adicionada barra de sistema, com acesso rápido a notificações, status e botões de navegação, disponíveis na parte inferior da tela; - Adicionada a barra de ação, dando acesso a opções contextuais, navegação, widgets ou outros tipos de conteúdo na parte superior da tela; - Multitarefa simplificada - tocar em Aplicativos Recentes na Barra do Sistema permite que os usuários vejam instantâneos das tarefas em andamento e pule rapidamente de um aplicativo para outro; - O teclado foi redesenhado, tornando a digitação rápida, eficiente e precisa em telas maiores; - Interface de copiar/colar simplificada e mais intuitiva; - Múltiplas guias do navegador substituindo as janelas do navegador, além do preenchimento automático de formulários e um novo modo “incógnito”, permitindo uma navegação um tanto anônima; - Acesso rápido à exposição da câmera, foco, flash, zoom, câmera frontal, lapso de tempo e outros recursos da câmera; - Capacidade de visualizar álbuns e outras coleções em modo de tela inteira na Galeria, com fácil acesso às miniaturas de outras fotos; - Nova IU de contatos de dois painéis e rolagem rápida para permitir que os usuários organizem e localizem contatos facilmente; - Nova IU de e-mail com dois painéis para tornar a exibição e organização de mensagens mais eficiente, permitindo que os usuários selecionem uma ou mais mensagens; - Aceleração do hardware; - Suporte para Processador multinúcleo; - Capacidade de criptografar todos os dados do usuário; - Pilha HTTPS aprimorada com indicação de nome de servidor (SNI); - Sistema de arquivos no espaço do usuário (FUSE; módulo do kernel); - Impede que os aplicativos tenham acesso de gravação ao armazenamento secundário (cartões de memória em dispositivos com armazenamento primário interno) fora dos diretórios designados e específicos do aplicativo. O acesso total ao armazenamento interno primário ainda é permitido por meio de uma permissão separada no nível do aplicativo. |        |

### Android 3.1 - Honeycomb(API 12)
| Versão | Data de lançamento | Características |
| ------ | ------------------ | --- |
| 3.1    | 10 de maio de 2011 | - Refinamentos da interface do usuário; - Conectividade para acessórios USB (USB On-The-Go); - Lista expandida de aplicativos recentes; - Widgets redimensionáveis da tela inicial; - Suporte para teclados externos e dispositivos apontadores; - Suporte para joysticks e gamepads; - Suporte para reprodução de áudio FLAC; - Bloqueio de Wi-Fi de alto desempenho, mantendo conexões Wi-Fi de alto desempenho quando a tela do dispositivo está desligada; - Suporte para proxy HTTP para cada ponto de acesso Wi-Fi conectado. |

### Android 3.2 - Honeycomb(API 13)
| Versão | Data de lançamento      | Características |
| ------ | ----------------------- | --- |
| 3.2    | 15 de julho de 2011     | - Suporte de hardware aprimorado, incluindo otimizações para uma gama mais ampla de tablets; - Maior capacidade dos aplicativos de acessar arquivos no cartão SD, por exemplo, para sincronização; - Modo de exibição de compatibilidade para aplicativos que não foram otimizados para resoluções de tela do tablet; - Novas funções de suporte de tela, dando aos desenvolvedores mais controle sobre a aparência da tela em diferentes dispositivos Android. |
| 3.2.1  | 20 de setembro de 2011  | - Correções de bugs e pequenas melhorias de segurança, estabilidade e Wi-Fi. - Atualização para o Android Market com atualizações automáticas e texto de Termos e Condições mais fácil de ler. - Atualização para o Google Livros. - Suporte aprimorado para Adobe Flash no navegador. - Previsão de escrita chinesa melhorada. |
| 3.2.2  | 30 de setembro de 2011  | - Correções de bugs e outras pequenas melhorias para o Motorola Xoom 4G. |
| 3.2.4  | 15 de dezembro de 2011  | - "Pay As You Go" para tablets 3G e 4G. |
| 3.2.6  | 15 de fevereiro de 2012 | - Corrigidos problemas de conectividade de dados ao sair do modo Avião no US 4G Motorola Xoom. |

### Android 4.0 - Ice Cream Sandwich(API 14)
O SDK para Android 4.0.1 (Ice Cream Sandwich), baseado no kernel Linux 3.0.1, foi lançado publicamente em 18 de outubro de 2011. Gabe Cohen, da Google, declarou que o Android 4.0 era "teoricamente compatível" com qualquer dispositivo Android 2.3.x em produção na época. O código-fonte para o Android 4.0 ficou disponível em 14 de novembro de 2011. A atualização introduziu vários novos recursos, incluindo:
| Versão | Data de lançamento     | Características | Imagem |
| ------ | ---------------------- | --- | ------ |
| 4.0    | 18 de outubro de 2011  | - Refinamentos importantes na interface "Holo" com a nova família de fontes Roboto; - Os botões virtuais do Android 3.x agora estão disponíveis para uso em telefones; - Separação de widgets em uma nova guia, listada de maneira semelhante aos aplicativos; - Pastas mais fáceis de criar, com um estilo de arrastar e soltar; - Correio de voz visual aprimorado com a capacidade de acelerar ou desacelerar as mensagens do correio de voz; - Funcionalidade de pinçar para aplicar zoom no calendário; - Captura de tela integrada (realizada pressionando os botões liga / desliga e diminuir volume); - Correção de erros aprimorada no teclado; - Capacidade de acessar aplicativos diretamente da tela de bloqueio; - Funcionalidade de copiar e colar aprimorada; - Melhor integração de voz e ditado de voz para texto contínuo e em tempo real; - Desbloqueio facial, um recurso que permite aos usuários desbloquear aparelhos usando Sistema de reconhecimento facial; - Sincronização automática do navegador com os favoritos dos usuários do Chrome; - A seção Uso de dados nas configurações permite que os usuários definam avisos quando se aproximam de um determinado limite de uso e desabilitam o uso de dados quando o limite é excedido; - Capacidade de fechar aplicativos da lista de aplicativos recentes com um toque; - Aplicativo de câmera aprimorado com atraso zero do obturador, configurações de lapso de tempo, modo panorama e capacidade de zoom durante a gravação; - Editor de fotos integrado; - Novo layout da galeria, organizado por local e pessoa; - Atualizou o aplicativo "Pessoas" com integração de rede social, atualizações de status e imagens de alta resolução; - Android Beam, um recurso de Comunicação por campo de proximidade (NFC) que permite a troca rápida e de curto alcance de favoritos da web, informações de contato, direções, vídeos do YouTube e outros dados; - Suporte para o formato de imagem WebP; - Aceleração de hardware da IU; - Wi-Fi Direct; - Gravação de vídeo 1080p para dispositivos Android padrão; - Android VPN Framework (AVF) e módulo de kernel TUN (mas não TAP). Antes do 4.0, o software VPN exigia um dispositivo Android com acesso root. |        |
| 4.0.1  | 19 de outubro de 2011  | - Pequenos bugs corrigidos para o Samsung Galaxy Nexus. |        |
| 4.0.2  | 28 de novembro de 2011 | - Correção de pequenos bugs no Verizon Galaxy Nexus, cujo lançamento nos EUA foi adiado posteriormente até dezembro de 2011. |        |

### Android 4.0.3 - Ice Cream Sandwich(API 15)
| Versão | Data de lançamento     | Características |
| ------ | ---------------------- | --- |
| 4.0.3  | 16 de dezembro de 2011 | - Inúmeras correções de bugs e otimizações; - Melhorias em gráficos, bancos de dados, verificação ortográfica e funcionalidade Bluetooth; - Novas APIs para desenvolvedores, incluindo uma API de fluxo social no provedor de contatos; - Aprimoramentos do provedor de calendário; - Novos aplicativos de câmera que aprimoram a estabilização de vídeo e a resolução QVGA (320×240); - Refinamentos de acessibilidade, como acesso aprimorado ao conteúdo para leitores de tela. |
| 4.0.4  | 28 de março de 2012    | - Melhorias de estabilidade; - Melhor desempenho da câmera; - Rotação de tela mais suave; - Melhor reconhecimento do número de telefone. |

### Android 4.1 - Jelly Bean(API 16)
O Google anunciou o Android 4.1 (Jelly Bean) na conferência Google I/O de 27 de junho de 2012. Baseado no Linux Kernel 3.0.31, Jelly Bean foi uma atualização incremental com o objetivo principal de melhorar a funcionalidade e desempenho da interface do usuário. A melhora de desempenho envolveu "Project Butter" ("Projeto Manteiga", em tradução livre do inglês), que usa antecipação de toque, buffer triplo, tempo vsync estendido e uma taxa de quadros fixa de 60 fps para criar uma interface de usuário fluida e "suave como manteiga". Android 4.1 Jelly Bean foi liberado para o Android Open Source Project em 09 de julho de 2012, e o tablet Nexus 7, o primeiro dispositivo a rodar Jelly Bean, foi lançado em 13 de julho de 2012.
| Versão | Data de lançamento   | Características | Imagem |
| ------ | -------------------- | --- | ------ |
| 4.1    | 9 de junho de 2012   | - Interface de usuário mais suave: - Tempo de VSync em todos os desenhos e animações feitos pela estrutura Android, incluindo renderização de aplicativos, eventos de toque, composição de tela e atualização de exibição; - Buffer triplo no pipeline gráfico; - Aumento de entrada da CPU; - Sincronizando toque com tempo VSync; - Acessibilidade aprimorada; - Texto bidirecional e suporte a outros idiomas; - Mapas de teclado instaláveis pelo usuário; - Notificações expansíveis; - Suporte para Transport Layer Security (TLS) v1.1 e v1.2 adicionado; - Capacidade de desligar notificações em uma base específica do aplicativo; - Atalhos e widgets podem ser automaticamente reorganizados ou redimensionados para permitir que novos itens caibam nas telas iniciais; - Transferência de dados Bluetooth para Android Beam; - Tablets com telas menores agora usam uma versão expandida do layout da interface e da tela inicial usada pelos telefones; - Aplicativo de câmera aprimorado; - Áudio multicanal; - O codec Fraunhofer FDK AAC torna-se padrão no Android, adicionando codificação/decodificação de canal AAC 5.1; - Áudio USB (para DACs de som externo); - Encadeamento de áudio (também conhecido como reprodução sem intervalos); - Capacidade de outros ativadores adicionarem widgets da gaveta do aplicativo sem exigir acesso root. |        |
| 4.1.1  | 9 de julho de 2012   | - Corrigido um bug no Nexus 7 relacionado à incapacidade de alterar a orientação da tela em qualquer aplicativo. |        |
| 4.1.2  | 9 de outubro de 2012 | - Suporte para bloqueio/rotação da tela inicial; - Gestos de um dedo para expandir/recolher notificações; - Correções de bugs e melhorias de desempenho. |        |

### Android 4.2 - Jelly Bean(API 17)
Esperava-se que a Google anunciasse a Jelly Bean 4.2 em um evento em Nova York em 29 de outubro de 2012, mas o evento foi cancelado devido ao furacão Sandy. Em vez de remarcar o evento ao vivo, a Google anunciou a nova versão com um comunicado de imprensa, sob o título "Um novo sabor de Jelly Bean". Os primeiros dispositivos a rodar Android 4.2 foram o LG Nexus 4 e o Samsung Nexus 10, que foram lançadas em 13 de novembro de 2012.
| Versão | Data de lançamento      | Características |
| ------ | ----------------------- | --- |
| 4.2    | 13 de novembro de 2012  | - Melhorias na tela de bloqueio, incluindo suporte a widget (removido novamente em 2014) e a capacidade de deslizar diretamente para a câmera; - Controles de energia de notificação ("Configurações rápidas"); - Descanso de tela "Daydream", mostrando informações quando ocioso ou encaixado (mais tarde renomeado para "protetor de tela" após o lançamento da plataforma Google Daydream VR não relacionada em 2016); - Várias contas de usuário (apenas tablets); - Pilha de Bluetooth reescrita, mudando de Bluez para Broadcom de código aberto BlueDroid, permitindo suporte aprimorado para vários monitores e tela sem fio (Miracast); - VPN nativa da direita para a esquerda, sempre ativa e verificação de aplicativo. Uma nova pilha NFC foi adicionada ao mesmo tempo; - Melhorias de acessibilidade: toque três vezes para ampliar a tela inteira, panorâmica e zoom com dois dedos. Saída de voz e navegação no modo de gestos para usuários cegos; - Novo aplicativo de relógio com relógio mundial integrado, cronômetro e cronômetro; - Todos os dispositivos agora usam o mesmo layout de interface, anteriormente adaptado de telefones em 4.1 para tablets menores (com botões de software centralizados, a barra do sistema na parte superior da tela e uma tela inicial com um dock e menu de aplicativo centralizado), independentemente da tela Tamanho; - Maior número de notificações estendidas e notificações acionáveis para mais aplicativos, permitindo que os usuários respondam a certas notificações na barra de notificação e sem iniciar o aplicativo diretamente; - Suporte SELinux; - Confirmação de SMS premium; - Suporte para mensagens em grupo. |
| 4.2.1  | 27 de novembro de 2012  | - Corrigido um bug no aplicativo People em que dezembro não era exibido no seletor de data ao adicionar um evento a um contato; - Adição de joysticks e gamepads Bluetooth como HIDs (Human interface devices) compatíveis. |
| 4.2.2  | 11 de fevereiro de 2013 | - Correção de bugs de streaming de áudio por Bluetooth; - Manter pressionados os ícones Wi-Fi e Bluetooth em Configurações rápidas agora alterna o estado ligado/desligado; - Novas notificações de download, que agora mostram a porcentagem e o tempo estimado restante para downloads de aplicativos ativos; - Novos sons para carregamento sem fio e bateria fraca; - A animação do aplicativo New Gallery permite um carregamento mais rápido; - Lista de permissões de depuração USB; - Correções de bugs e melhorias de desempenho. |

### Android 4.3 - Jelly Bean(API 18)
No dia 24 de julho de 2013 foi anunciada oficialmente pela Google a atualização do Android 4.3 Jelly Bean para a linha Nexus.
| Versão | Data de lançamento   | Características |
| ------ | -------------------- | --- |
| 4.3    | 24 de julho de 2013  | - Suporte para Bluetooth Low Energy; - Suporte para Perfil de Controle Remoto de Áudio/Vídeo Bluetooth (AVRCP) 1.3; - Suporte a OpenGL ES 3.0, permitindo gráficos de jogo aprimorados; - Modo de acesso restrito para novos perfis de usuário; - Melhoria do desempenho do sistema de arquivos executando o comando fstrim enquanto um dispositivo está inativo; - Preenchimento automático do teclado de discagem no aplicativo Telefone; - O volume para chamadas recebidas (toque) e alertas de notificação não é mais ajustável separadamente; - Melhorias no Photo Sphere; - Interface do usuário da câmera retrabalhada, anteriormente introduzida nos telefones da edição Google Play; - Adição de "App Ops", um sistema de controle de permissões de aplicativos refinado (oculto por padrão); - SELinux habilitado por padrão; - Suporte para resolução 4K; - Numerosas atualizações de segurança, melhorias de desempenho e correções de bugs; - Suporte em nível de sistema para geofencing e APIs de varredura de Wi-Fi; - A localização do Wi-Fi em segundo plano ainda funciona mesmo quando o Wi-Fi está desligado; - Melhorias de registro e análise do desenvolvedor; - Adicionado suporte para mais cinco idiomas; - APIs de Gestão de direitos digitais (DRM) alteradas; - Agora há suporte para Escrita da direita para a esquerda (RTL); - O relógio na barra de status desaparece se for selecionado como um widget de tela de bloqueio; - Suporte nativo a Emoji. |
| 4.3.1  | 3 de outubro de 2013 | - Correções de bugs e pequenos ajustes para o Nexus 7 LTE. |

### Android 4.4 - KitKat(API 19)
O Google anunciou o Android 4.4 KitKat em 3 de setembro de 2013. Embora inicialmente com o codinome "Key Lime Pie" ("KLP"), o nome foi alterado porque "muito poucas pessoas realmente conhecem o sabor de uma torta de limão." Alguns blogueiros de tecnologia também esperavam que o lançamento do "Key Lime Pie" fosse o Android 5. O KitKat estreou no Nexus 5 do Google em 31 de outubro de 2013 e foi otimizado para funcionar em uma variedade maior de dispositivos do que as versões anteriores do Android, tendo 512 MB de RAM como mínimo recomendado; essas melhorias eram conhecidas como "Projeto Svelte" internamente no Google. A quantidade mínima necessária de RAM disponível para o Android é 340 MB, e todos os dispositivos com menos de 512 MB de RAM devem se reportar como dispositivos de "pouca RAM".
| Versão | Data de lançamento    | Características | Imagem |
| ------ | --------------------- | --- | ------ |
| 4.4    | 31 de outubro de 2013 | - Interface atualizada com elementos brancos em vez de azul; - O relógio não mostra mais as horas em negrito; todos os dígitos são finos. As marcações H, M e S do cronômetro e do cronômetro foram removidas, deixando apenas os números; - Capacidade dos aplicativos de disparar translucidez nas barras de navegação e de status; - Capacidade dos aplicativos de usar o "modo imersivo" para manter as barras de navegação e de status ocultas, mantendo a interação do usuário; - Os botões do menu de estouro de ação estão sempre visíveis, mesmo em dispositivos com uma tecla "Menu", que foi oficialmente descontinuada pelo Android 4.0; - Acesso de gravação desativado para aplicativos instalados pelo usuário em armazenamento externo (ou seja, MicroSD), exceto para seus próprios diretórios dentro de Android/data; - Eliminação de diretórios de dados de aplicativos no armazenamento do usuário (armazenamento interno do usuário e MicroSD) após a desinstalação; - Otimizações para desempenho em dispositivos com especificações mais baixas, incluindo suporte a zram e API de dispositivo de "baixa RAM"; - Capacidade de impressão sem fio; - Host card emulation NFC, permitindo que um dispositivo substitua o Cartão inteligente; - WebViews agora são baseados no mecanismo Chromium (paridade de recursos com o Chrome para Android 30); - Funcionalidade expandida para serviços de escuta de notificação; - API pública para desenvolver e gerenciar clientes de mensagens de texto; - Storage Access Framework, uma API que permite aos aplicativos recuperar arquivos de maneira consistente. Como parte da estrutura, um novo seletor de arquivos do sistema permite que os usuários acessem arquivos de várias fontes (incluindo aqueles expostos por aplicativos, como serviços de armazenamento online); - Nova estrutura para transições de IU; - Lote de sensor, detector de etapas e APIs de contador; - O aplicativo de configurações agora possibilita selecionar mensagens de texto padrão e o aplicativo inicial (inicializador); - Tunelamento de áudio, monitoramento de áudio e intensificador de volume; - Recurso de gravação de tela embutido (principalmente para desenvolvedores, pois o uso de ADB é necessário); - API de blaster infravermelho nativo; - Inicialização verificada; - Reforçando o SELinux; - APIs de acessibilidade expandida e configurações de legenda oculta no nível do sistema; - Android Runtime (ART) apresentado como um novo ambiente de Runtime system experimental, não habilitado por padrão, como um substituto para a máquina virtual Dalvik; - Suporte para Bluetooth Message Access Profile (MAP); - Acesso desativado às estatísticas da bateria por aplicativos de terceiros; - O aplicativo de configurações não usa mais um layout de vários painéis em dispositivos com telas maiores; - Os indicadores de atividade de dados móveis e Wi-Fi (TX / RX) foram movidos para configurações rápidas; - Desativa a quebra de texto no componente do navegador WebView. |        |
| 4.4.1  | 5 de dezembro de 2013 | - Melhor compatibilidade de aplicativos para o Android Runtime (ART) experimental; - O aplicativo de câmera agora carrega Fotos do Google+ em vez da Galeria ao deslizar para longe da visualização da câmera; - Melhorias diversas e correções de bugs. |        |
| 4.4.2  | 9 de dezembro de 2013 | - Mais melhorias de segurança e correções de bugs; - Remoção do sistema de controle de permissões do aplicativo "App Ops", introduzido no Android 4.3. |        |
| 4.4.3  | 2 de junho de 2014    | - Interface do aplicativo Dialer atualizada. - Atualizado o WebView baseado em Chromium para a versão 33 (screencasting para DevTools, melhorias de desempenho de aceleração de hardware HTML5 Canvas, API de vibração, validação de formulário HTML5 e um datalist HTML5). - Melhorias diversas e correções de bugs. |        |
| 4.4.4  | 19 de junho de 2014   | - CVE-2014-0224 corrigido, eliminando uma vulnerabilidade Ataque man-in-the-middle do OpenSSL. |        |

### Android 4.4W - KitKat(API 20)
Em 25 de junho de 2014, uma versão do Android KitKat exclusiva para dispositivos Android Wear foi lançada.
| Versão | Data de lançamento    | Características |
| ------ | --------------------- | --- |
| 4.4W   | 25 de junho de 2014   | - Lançamento inicial da plataforma Android Wear para Smartwatches: igual ao Android 4.4 "KitKat", mas com extensões vestíveis adicionadas. |
| 4.4W.1 | 6 de setembro de 2014 | - Atualizações da IU para navegação e alarmes do Google Maps.                                                                              |
| 4.4W.2 | 21 de outubro de 2014 | - Reprodução de música offline, - Suporte GPS.                                                                                             |

### Android 5.0 - Lollipop(API 21)
O Lollipop apresenta uma interface de usuário redesenhada, construída em torno de uma linguagem de design responsiva conhecida como "design de material". Outras mudanças incluem melhorias nas notificações, que podem ser acessadas na tela de bloqueio e exibidas nos aplicativos como banners na parte superior da tela. Além disso, o Google fez alterações internas na plataforma, com o Android Runtime (ART) substituindo oficialmente o Dalvik para melhorar o desempenho do aplicativo, e com alterações destinadas a melhorar e otimizar o uso da bateria, conhecido internamente como Projeto Volta.
| Versão | Data de lançamento     | Características | Imagem |
| ------ | ---------------------- | --- | ------ |
| 5.0    | 4 de novembro de 2014  | - Android Runtime (ART) com Compilação AOT e coleta de lixo aprimorada (GC), substituindo o Dalvik que combina Interpretador de bytecode com compilação just-in-time (JIT) baseada em rastreamento; - Suporte para CPUs de 64 bits; - OpenGL ES 3.1 e Android Extension Pack (AEP) em configurações de GPU compatíveis; - Tela de atividades recentes com tarefas em vez de aplicativos, até um máximo configurado de tarefas por aplicativo; - Desenho vetorial, que são redimensionados sem perder a definição; - Suporte para pré-visualizações de impressão; - Material Design, trazendo uma interface de usuário reestilizada e “efeito cascata” para os botões; - Tela de bloqueio atualizada, sem suporte para widgets; - Bandeja de notificação atualizada e menu suspenso de configurações rápidas; - Projeto Volta, para melhorias na vida útil da bateria; - As pesquisas podem ser realizadas nas configurações do sistema para acesso mais rápido a configurações específicas; - A tela de bloqueio fornece atalhos para configurações de aplicativos e notificações; - Logins de convidados e várias contas de usuário estão disponíveis em mais dispositivos, como telefones; - Entrada e saída de áudio por meio de dispositivos USB; - Os aplicativos de terceiros recuperam a capacidade de ler e modificar dados localizados em qualquer lugar no armazenamento externo, como em cartões SD. No entanto, eles devem ser adaptados à estrutura de acesso ao armazenamento da API Android de nível 21 ou superior; - Fixação da tela de um aplicativo para atividade restrita do usuário; - Os aplicativos usados recentemente são lembrados mesmo depois de reiniciar o dispositivo; - WebViews recebem atualizações de forma independente por meio do Google Play por motivos de segurança, em vez de depender de atualizações do fornecedor em todo o sistema; - Adição de 15 novos idiomas: basco, bengali, birmanês, chinês (Hong Kong), galego, islandês, canarês, quirguiz, macedônio, malaiala, marata, nepalês, cingalês, tâmil e télugo; - Tap and Go permite que os usuários migrem rapidamente para um novo dispositivo Android, usando NFC e Bluetooth para transferir detalhes da Conta do Google, configurações, dados do usuário e aplicativos instalados; - Um aplicativo tipo lanterna está incluído, funcionando em dispositivos compatíveis com flash de câmera; - Prioridades personalizáveis pelo usuário para notificações de aplicativos; - Recurso de bloqueio inteligente; - SELinux em modo de reforço para todos os domínios; - Emoji atualizado; - Suporte de Acessibilidade aprimorado (por exemplo, suporte de acesso com interruptor); - Atualizações over-the-air (OTA) baseadas em bloco para novos dispositivos; - Acesso à lista de tarefas desabilitado para aplicativos de terceiros. |        |
| 5.0.1  | 2 de dezembro de 2014  | - Algumas correções de bugs, incluindo a resolução de problemas com reprodução de vídeo e tratamento de falhas de senha. |        |
| 5.0.2  | 19 de dezembro de 2014 | - Corrige um bug com o suporte TRIM (introduzido na versão 4.3), que evitava que os dispositivos executassem limpezas no carregador de alocações do sistema de arquivos se o dispositivo fosse desligado à meia-noite ou se fosse carregado apenas durante o uso; - Altera como os alarmes despertam a CPU e como os alarmes competem pelos recursos do sistema. |        |

### Android 5.1 - Lollipop(API 22)
| Versão | Data de lançamento  | Características |
| ------ | ------------------- | --- |
| 5.1    | 2 de março de 2015  | - Melhorias e correções de bugs na tela Visão geral; - Capacidade de ingressar em redes Wi-Fi e controlar dispositivos Bluetooth emparelhados a partir de configurações rápidas; - Suporte oficial para vários cartões SIM; - Proteção do dispositivo: se um dispositivo for perdido ou roubado, ele permanecerá bloqueado até que o proprietário faça login em sua conta do Google, mesmo se o dispositivo for redefinido para as configurações de fábrica; - Chamadas de voz de alta definição, disponíveis entre dispositivos 4G LTE compatíveis com Android 5.1; - Melhorias no sistema de prioridade de notificação, para replicar mais de perto o modo silencioso que foi removido do Android 5.0. |
| 5.1.1  | 20 de abril de 2015 | - Várias correções de bugs. - Suporte nativo para Wi-Fi calling. |

### Android 6.0 - Marshmallow(API 23)
Android 6.0 "Marshmallow" foi anunciado com o codinome "Android M" durante a Google I/O em 28 de maio de 2015, para os smartphones Nexus 5 e Nexus 6, o tablet Nexus 9 e o set-top box Nexus Player com o número de compilação MPZ44Q. A terceira prévia de desenvolvedor (MPA44G) foi lançada em 17 de agosto de 2015 para os dispositivos Nexus 5, Nexus 6, Nexus 9 e Nexus Player e foi atualizada para a versão MPA44I que trouxe correções relatadas para os perfis do Android for Work.
| Versão | Data de Lançamento    | Características | Imagem |
| ------ | --------------------- | --- | ------ |
| 6.0    | 2 de outubro de 2015  | - Gerenciador de arquivos rudimentar excluído (nome do pacote: com.android.documentsui), acessível nas configurações de armazenamento; - Cartão de memória montado em /storage/????-????/ em vez de /storage/extSdCard/, com um Número de série do volume hexadecimal no lugar do Caractere curinga dos pontos de interrogação; - Pesquisa contextual de palavras-chave em aplicativos; - Introdução do modo Soneca, que reduz a velocidade da CPU enquanto a tela está desligada para economizar bateria; - Recurso App Standby; - Gaveta de aplicação vertical acessível em ordem alfabética; - Barra de pesquisa de aplicativos e favoritos; - Suporte para leitor de impressão digital nativo; - Recurso de compartilhamento direto para compartilhamento específico de destino entre aplicativos; - Modo "Prioritário" renomeado para modo "Não perturbe"; - Link de aplicativos para uma abertura mais rápida e instintiva de links com os aplicativos correspondentes; - Pastas de aplicativos maiores com várias páginas; - Solicitações de permissão pós-instalação / tempo de execução; - Suporte para USB-C; - Recurso de modo de demonstração para uso de captura de tela; - Backup automático de dados completos e restauração para aplicativos; - Modo de exibição de 4K para aplicativos; - Armazenamento externo adotável para se comportar como armazenamento interno; - Suporte MIDI para instrumentos musicais; - Recurso experimental de múltiplas janelas; - Suporte para ações de aplicativos de terceiros no menu de seleção de texto; - Permissões de aplicativo agora concedidas individualmente no tempo de execução, não tudo ou nada no momento da instalação. Semelhante ao App Ops; - O suporte ao Miracast caiu; - Muitos novos comandos essenciais suportados pelo Shell do Unix do Android (/bin/sh); - Sem rotação da tela durante o toque. |        |
| 6.0.1  | 7 de dezembro de 2015 | - Suporte a Emoji Unicode 7.0 e 8.0. - Descrições das opções de conexão USB. - Pressione duas vezes o botão liga / desliga para abrir a câmera. |        |

### Android 7.0 - Nougat(API 24)
O Android 7.0 "Nougat", com o codinome "Android N" foi lançado oficialmente em 22 de agosto de 2016. Até aquele momento na lista, poucos iriam receber o Android N, comparando com o Marshmallow.
| Versão | Data de lançamento   | Características | Imagem |
| ------ | -------------------- | --- | ------ |
| 7.0    | 22 de agosto de 2016 | - Suporte para criptografia baseada em arquivo; - Suporte a emoji Unicode 9.0 e modificador de tom de pele (e expõe um subconjunto de APIs ICU4J); - Capacidade de exibir calibração de cores; - Capacidade de aumentar o zoom na tela; - Capacidade de alternar para o último aplicativo aberto tocando duas vezes no botão de visão geral; - Adicionada uma parte de informações de emergência; - Adicionado o botão "Limpar tudo" à tela Visão geral; - Outra partição do sistema, que é atualizada quando não está em uso, permitindo atualizações contínuas do sistema; - Plataforma de realidade virtual Daydream (interface VR); - Funcionalidade Soneca aprimorada, que visa prolongar a vida útil da bateria; - Melhorias no navegador de arquivos; - Capacidade de mover arquivos adicionados ao Storage Access Framework; - Mais opções de configurações rápidas; - Suporte a múltiplas janelas, que oferece suporte a aplicativos flutuantes em um layout de desktop; - Novo modo de economia de dados, que pode forçar os aplicativos a reduzir o uso de largura de banda; - Novo compilador JIT, tornando as instalações de aplicativos 75% mais rápidas e uma redução de 50% no tamanho do código compilado; - Compilador Just in Time (JIT) com criação de perfil de código para ART, o que permite melhorar constantemente o desempenho de aplicativos Android à medida que são executados; - Suporte de Picture-in-picture para Android TV; - Aba de notificações redesenhada, com acesso instantâneo a certas configurações; - Tela de visão geral redesenhada; - Cartões de notificação substituídos por folhas de notificação; - Gaveta de navegação do app de configurações; - API de renderização Vulkan 3D; - Vários locais de dispositivo; - Descontinuação da API Android Camera V1; - Acesso restrito ao sistema de arquivos. |        |

### Android 7.1 - Nougat(API 25)
| Versão | Data de lançamento    | Características | Imagem |
| ------ | --------------------- | --- | ------ |
| 7.1    | 4 de outubro de 2016  | - Aba de notificação reorganizada; - Melhorias de desempenho de toque/exibição; - Moves (gesto de deslizar para baixo com impressão digital - ativar); - Aceite com novo hardware necessário: - Atualizações perfeitas do sistema A/B; - Modo VR do Daydream; - Recursos do desenvolvedor: - APIs do gerenciador de atalhos; - Suporte para ícones de aplicativos circulares; - Inserção de imagem de teclado; - Gesto do sensor de impressão digital para abrir/fechar a aba de notificação; - Intenção do gerenciador de armazenamento manual para aplicativos; - Agendamento de thread de RV aprimorado; - Metadados de papel de parede aprimorados; - Suporte a chamadas multi-endpoint; - Suporte para vários requisitos de MNO; - Propriedade de privacidade de voz PCDMA; - Suporte de tipo de fonte para correio de voz visual; - Opções de configuração da operadora para gerenciar vídeos de telefone; - Gerenciador de armazenamento manual - identifica arquivos e aplicativos que usam armazenamento. |        |
| 7.1.1  | 1 de dezembro de 2016 | - Novo conjunto de Emojis adicionando diferentes tons de pele e cortes de cabelo aos já existentes; - Envie GIFs diretamente do teclado padrão; - Atalhos de aplicativos: inicie ações em aplicativos mantendo o ícone do aplicativo pressionado; - Opções do desenvolvedor: recurso Show CPU Usage removido. |        |
| 7.1.2  | 2 de abril de 2017    | - Alertas de uso da bateria. |        |

### Android 8.0 - Oreo(API 26)
O Android Oreo é a oitava versão principal do sistema operacional Android. Ele foi lançado pela primeira vez como uma prévia do desenvolvedor, com o codinome Android O, em 21 de março de 2017, com imagens de fábrica para dispositivos Nexus e Pixel compatíveis. A prévia final do desenvolvedor foi lançada em 24 de julho de 2017, com a versão estável lançada em 21 de agosto de 2017.
| Versão | Data de lançamento   | Características | Imagem |
| ------ | -------------------- | --- | ------ |
| 8.0    | 21 de agosto de 2017 | - Projeto Treble, a maior mudança nas bases do Android até o momento: uma arquitetura modular que torna mais fácil e rápido para os fabricantes de hardware entregar atualizações do Android; - Suporte de imagem em imagem; - Suporte para emoji Unicode 10.0 (5.0) e substituição de todos os emojis em forma de blob por redondos com gradientes e contornos; - Configurações e configurações rápidas reprojetadas com um fundo branco e, respectivamente, cores de fonte preta e acentuada; - Configurações reestruturadas reagrupando seções em entradas semelhantes; - Ícones adaptáveis; - Melhorias de notificação; - Canais de notificação; - Pontos de notificação (emblemas); - Suspensão de notificação; - Multi-cores de tonalidade de notificação (para arte de álbum de música, mensageiros, etc.); - Estrutura de preenchimento automático em todo o sistema; - Suporte para codecs AAC, LDAC da Sony, aptX e aptX HD da Qualcomm; - Fontes desconhecidas específicas do aplicativo; - Suporte para vários monitores; - Tempo de inicialização 2 vezes mais rápido em comparação com o Nougat de acordo com o Google, testando em seus dispositivos Pixel; - Execução de aplicativos em segundo plano e limites de localização; - Google Play Protect; - Fontes para download; - Suporte de impressão integrado; - Gerenciamento de cores (cores profundas e ampla gama de cores); - Assistente de Wi-Fi. |        |

### Android 8.1 - Oreo(API 27)
O Android 8.1 Oreo é a décima sexta versão secundária do sistema operacional Android. Foi lançado pela primeira vez como uma prévia do desenvolvedor em 25 de outubro de 2017, com imagens de fábrica para dispositivos Nexus e Pixel atuais. Uma segunda prévia do desenvolvedor foi disponibilizada em 27 de novembro de 2017, para dispositivos Nexus e Pixel, antes que a versão estável fosse lançada em 5 de dezembro de 2017.
| Versão | Data de lançamento    | Características | Imagem |
| ------ | --------------------- | --- | ------ |
| 8.1    | 5 de dezembro de 2017 | - API de redes neurais. - API de memória compartilhada. - API WallpaperColors. - Nível da bateria do Bluetooth para dispositivos conectados, acessível em Configurações rápidas. - Android Oreo Go Edition, uma distribuição leve do Android que funciona melhor do que o Android normal em dispositivos com menos de 1 GB de RAM. - Atualizações da estrutura de preenchimento automático. - Ações programáticas de Navegação segura. - Os botões de navegação escurecem quando não estão em uso. - Mudanças visuais para 'Desligar' e 'Reiniciar', incluindo uma nova tela e barra de ferramentas flutuante. - As mensagens do brinde agora são brancas com a mesma transparência existente. - Temas claros e escuros automáticos. - Novo Easter Egg na forma de uma imagem oficial do biscoito Oreo. |        |

### Android 9 - Pie(API 28)
Android Pie é a nona versão principal do sistema operacional Android. Foi anunciado pela primeira vez pelo Google em 07 de março de 2018, e a primeira prévia do desenvolvedor foi lançada no mesmo dia. A segunda visualização, considerada de qualidade beta, foi lançada em 08 de maio de 2018. A versão beta final do Android Pie (quinta visualização, também considerada um "Release Candidate") foi lançada em 25 de julho de 2018. A primeira versão oficial foi lançada em 06 de agosto de 2018.
| Versão | Data de lançamento  | Características | Imagem |
| ------ | ------------------- | --- | ------ |
| 9      | 6 de agosto de 2018 | - Nova interface de usuário para o menu de configurações rápidas. - O relógio foi movido para a esquerda da barra de notificação. - O "dock" agora tem um fundo semitransparente. - A Economia de bateria não mostra mais uma sobreposição laranja nas barras de notificação e status. - Um botão de "captura de tela" foi adicionado às opções de energia. - Um novo modo "Lockdown" que desativa a autenticação biométrica, uma vez ativado. - Cantos arredondados na IU. - Novas transições para alternar entre aplicativos ou atividades dentro de aplicativos. - Notificações de mensagens mais ricas, em que uma conversa completa pode ser vista em uma notificação, imagens em grande escala e respostas inteligentes semelhantes ao novo aplicativo do Google, Reply. - Suporte para recortes de tela. - Controle deslizante de volume redesenhado. - A porcentagem da bateria agora é mostrada no display sempre ligado. - As alterações de segurança da tela de bloqueio incluem o possível retorno de um desbloqueio NFC aprimorado. - Recursos experimentais (que atualmente estão ocultos em um menu chamado Sinalizadores de recursos), como uma página Sobre o telefone redesenhada nas configurações e habilitação automática do Bluetooth enquanto dirige. - DNS sobre TLS. - Uma nova interface de sistema opcional baseada em gestos, permitindo que os usuários naveguem no sistema operacional usando deslizes com mais frequência do que a IU tradicional. - Alternador de aplicativos multitarefa redesenhado com a barra de pesquisa do Google e gaveta de aplicativos integrados. - Painel de controle do Android, que informa ao usuário quanto tempo ele está gastando em seu dispositivo e em aplicativos, e permite ao usuário definir limites de tempo em aplicativos. - "Shush", uma versão aprimorada do modo Não perturbe ativado colocando o telefone voltado para baixo, o que silencia as notificações padrão. - Predição "Adaptive Battery", que faz uso do Doze para hibernar os aplicativos do usuário que o sistema operacional determina que o usuário não usará. - O recurso Auto-Brightness modifica o brilho da tela com base nos hábitos do usuário. - A opção Wind Down permite que os usuários do Android definam uma hora de dormir específica que ativa o Não perturbe e torna toda a interface do telefone cinza para desencorajar o uso futuro. - Suporte ao Vulkan 1.1. - Opções de gravação de chamadas totalmente desativadas. |        |

### Android 10(API 29)
Android 10 é a décima versão principal do sistema operacional Android.
| Versão | Data de lançamento    | Características | Imagem |
| ------ | --------------------- | --- | ------ |
| 10     | 3 de setembro de 2019 | - Navegação por gestos em tela cheia renovada com novas animações para abrir/fechar aplicativos; - Restrições de armazenamento com escop; - Novas permissões necessárias para acessar o local em segundo plano e para acessar arquivos de foto, vídeo e áudio; - Os aplicativos de fundo não podem mais saltar para o primeiro plano; - Acesso limitado a identificadores de dispositivo não redefiníveis; - Acesso em segundo plano (ocioso) à câmera, microfone e sensores desabilitados para maior proteção da privacidade com o efeito colateral de desabilitar o software antifurto; - Atalhos de compartilhamento, que permitem compartilhar conteúdo diretamente com um contato; - Painel de configurações flutuante, que permite alterar as configurações do sistema diretamente dos aplicativos; - Formato de profundidade dinâmico para fotos, que permite alterar o desfoque de fundo após tirar uma foto; - Suporte para o codec de vídeo AV1, o formato de vídeo HDR10+ e o codec de áudio Opus; - Suporte para codecs aptX Adaptive, LHDC, LLAC, CELT e AAC LATM; - Uma API MIDI nativa, permitindo a interação com controladores de música; - Melhor suporte para autenticação biométrica em aplicativos; - Suporte para o protocolo de segurança WPA3 Wi-Fi; - Suporte para telefones dobráveis; - Suporte para bolhas de notificação; - Novo tema/modo escuro em todo o sistema; - Suporte Transport Layer Security v1.3 adicionado; - Projeto Mainline, permite que os principais componentes do sistema operacional sejam atualizados por meio da Google Play Store, sem a necessidade de uma atualização completa do sistema. - Controle sobre localização: quando um aplicativo solicitar acesso à localização (através do GPS), o usuário tem a função de optar por “Permitir apenas enquanto o app estiver em uso”, ao ser colocado em segundo plano o perderá a permissão; - Configurações do sistema através de aplicativos: possibilidade de configurar o sistema a partir do menu de aplicativos de terceiros que o usuário estiver utilizando, com as funções relacionadas; - Atalhos de compartilhamento; - Fotos com imagem de profundidade dinâmica; - Alternador de saída de áudio; - Suporte ampliado para API Vulkan; - Autonomia restante da bateria na barra de notificações; - Economia mais inteligente de bateria; - Função de gravar os movimentos na tela (screen-capture); - Armazenamento individual para apps; - Esquemas de cores do sistema; - Modo deslizar notificações; - Melhoria no gerenciador de arquivos "Arquivos" com uso do Material Design; - Melhoria do Android Runtime, sistema mais rápido; - Compartilhar a senha de rede WiFi conectada, à outro dispositivo através de código QR; - Função de reconhecimento facial 3D; - Suporte a conexão de internet móvel rápida 5G; - Suporte a conexão de internet Wi-Fi de alto desempenho com baixa latência; - Opção de emergência permite acessar o discador de emergência, que estava acessível apenas através da tela de bloqueio; - Função de desabilitar todos os sensores, com o Sensor Privacy; - Aprimoramento na autenticação biométrica unificada; - Executar código de barra DEX diretamente do APK; - Canais Orientados ao Bluetooth LE, cria conexões para transferir fluxos de dados maiores entre dois aparelhos com Bluetooth LE; - Capacidade de coletar informações sobre a qualidade das chamadas em andamento do IP Multimedia Subsystem - IMS; - Câmeras armazenam os dados de profundidade de uma imagem em arquivo separado, usando o esquema Dynamic Depth Format. |        |

### Android 11(API 30)
O Android 11 é a décima primeira versão principal do sistema operacional Android. Foi anunciado pela primeira vez pelo Google em 19 de fevereiro de 2020, e a primeira amostra do desenvolvedor lançada no mesmo dia. O Android 11 Beta foi adiado de ser lançado em 03 de junho de 2020 para 10 de junho de 2020.
| Versão | Data de lançamento    | Características | Imagem |
| ------ | --------------------- | --- | ------ |
| 11     | 8 de setembro de 2020 | - Bolhas do bate-papo; - Gravador de tela; - Histórico de notificação; - Novos controles de permissões; - Distinção API entre 5G NR autônomo e 5G não autônomo; - Permissão única; - Redefinição automática de permissões; - Android Auto sem fio em dispositivos com Wi-Fi de 5 GHz; - Aumento do número de componentes principais do sistema operacional atualizáveis no Google Play de 12 para 21; - As proteções de privacidade do perfil de trabalho empresarial agora se aplicam aos dispositivos da empresa; - Sensibilidade independente das bordas esquerda e direita para navegação por gestos. - Atualização: aumento das funções do projeto Mainline, para agilizar as atualizações demoradas do sistema Android; que permite atualizar partes separadas do sistema através de downloads divididos via aplicativo "Google Play", como por exemplo, as atualizações de segurança que são enviadas mensalmente; - Smarthome: adição do menu rápido com funções para controlar dispositivos inteligentes da casa; - Pagamentos: adição do menu rápido com funções do Google Pay; - Mídias: controles de reprodução de áudio e vídeo reformulados, funções na barra de notificações, com opção de alternar rapidamente entre o fone de ouvido e um alto-falante Bluetooth; Adição da gravação de tela nativa, que registrar o som do microfone e do sistema, também é possível realizar uma “captura de tela rolável”, onde o print registrará também as partes que estão ocultas da tela; - Telas: adição do suporte a telas com taxa de atualização variável; adição de interface adaptada para displays de formato diferente (com furo para câmara ou com bordas curvas). |        |

### Android 12(API 31)
O Android 12 é a décima segunda versão principal do sistema operacional Android. Foi anunciado pela primeira vez pelo Google em 18 de fevereiro de 2021, e a primeira prévia do desenvolvedor foi lançada no mesmo dia.
| Versão | Data de lançamento            | Características | Imagem |
| ------ | ----------------------------- | --- | ------ |
| 12     | 4 de outubro de 2021 (3 anos) | - Compartilhamento de Wi-Fi mais fácil; - Suporte a imagens AVIF; - Material You; - Módulo Android Runtime (ART) adicionado aos componentes principais do sistema operacional atualizáveis por meio do Google Play, funcionalidade adicionada aos módulos existentes; - Suporte para Som surround e áudio MPEG-H 3D, e irá suportar transcodificação de vídeo HEVC para compatibilidade com versões anteriores com aplicativos que não o suportam; - Os aplicativos que solicitam dados de localização agora podem ser restritos a ter acesso apenas a dados de localização "aproximados" em vez de "precisos"; - Suporte nativo para fazer capturas de tela de rolagem; - Os gestos podem funcionar no modo imersivo. |        |

#### Android 12L (API 32)
O Android 12L é uma versão interina do Android 12 que inclui ajustes de design para telas maiores e pequenas alterações de estabilidade no sistema operacional. Foi anunciado em outubro de 2021 juntamente com os lançamentos Beta com uma versão estável lançada em 7 de março de 2022.
| Versão | Data de lançamento          | Características |
| ------ | --------------------------- | --- |
| 12L    | 7 de março de 2022 (3 anos) | - Melhorias específicas para telefones dobráveis, tablets, telas do tamanho de desktop e Chromebooks, além de modificações na interface do usuário para adaptá-la a telas maiores. |

### Android 13(API 33)
O Android 13 é a décima segunda terceira versão principal do sistema operacional Android. Foi anunciado pela primeira vez pelo Google em 10 de fevereiro de 2022, e a primeira prévia do desenvolvedor foi lançada no mesmo dia.
| Versão | Data de lançamento            | Características | Imagem |
| ------ | ----------------------------- | --- | ------ |
| 13     | 15 de agosto de 2022 (3 anos) | - Agora, os aplicativos precisam solicitar permissão do usuário antes de enviar notificações. - O número de aplicativos ativos agora é mostrado na parte inferior do painel de notificações, um toque nele abre um painel detalhado que permite ao usuário interromper cada um deles. - Suporte para Bluetooth LE Audio e codec de áudio LC3. - Atualização do ART com um novo coletor de lixo (GC) utilizando a chamada de sistema userfaultfd do Linux. Ele reduz a pressão da memória, o tamanho do código compilado, a instabilidade e evita o risco de matar aplicativos devido à pouca memória durante o GC. Outras mudanças também melhoram a inicialização do aplicativo, reduzem a instabilidade e melhoram o desempenho. Por causa do projeto Mainline, o Android 12 ART também será atualizado. |        |

### Android 14(API 34)
O Android 14 é a décima quarta versão principal do sistema operacional Android. Foi anunciado pela primeira vez em 8 de fevereiro de 2023, e a primeira prévia do desenvolvedor foi lançada no mesmo dia.
| Versão | Data de lançamento           | Características | Imagem |
| ------ | ---------------------------- | --- | ------ |
| 14     | 4 de outubro de 2023 (1 ano) | - Qualidade de foto aprimorada. - Novos temas e papéis de parede gerados por Inteligência Artificial. - Atualizações de privacidade para sua saúde, segurança e dados. - Suporte para imagens Ultra HDR. - Tema monocromático no ecrã de bloqueio. - Papéis de parede estilo desenho animado com emoji. |        |

### Android 15(API 35)
O Android 15 é a décima quinta versão principal do sistema operacional Android. Foi anunciado pela primeira vez em 16 de fevereiro de 2024, e a primeira prévia do desenvolvedor foi lançada no mesmo dia.
| Versão | Data de lançamento             | Características | Imagem |
| ------ | ------------------------------ | --------------- | ------ |
| 15     | 3 de setembro de 2024 (0 anos) | [ 76 ]          |        |

### Android 16(API 36)
O Android 16 é a décima sexta versão principal do sistema operacional Android. Foi anunciado pela primeira vez em 19 de novembro de 2024, e a primeira prévia do desenvolvedor foi lançada no mesmo dia.
| Versão | Data de lançamento           | Características | Imagem |
| ------ | ---------------------------- | --------------- | ------ |
| 16     | 10 de junho de 2025 (0 anos) | [ 77 ]          |        |

### Galeria comparativa

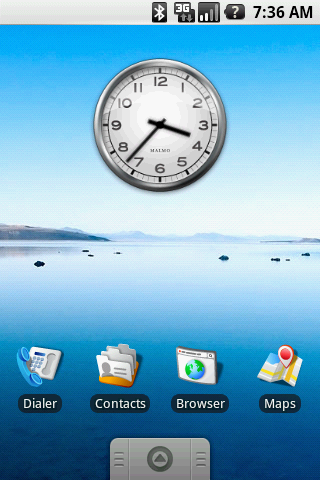
Android 1.0
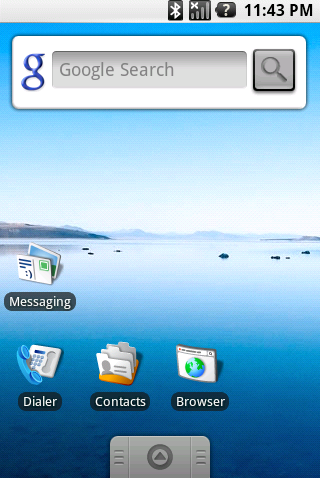
Android 1.1
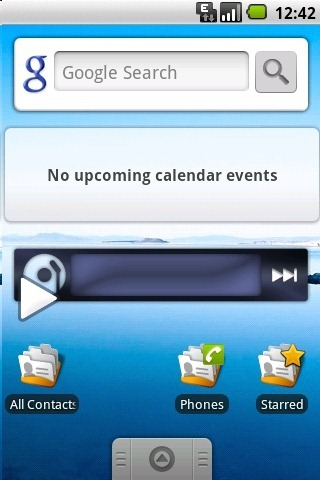
Android 1.5 - Cupcake
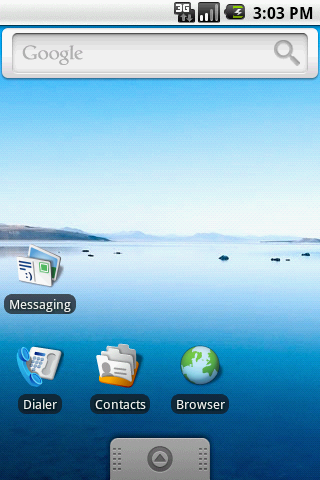
Android 1.6 - Donut
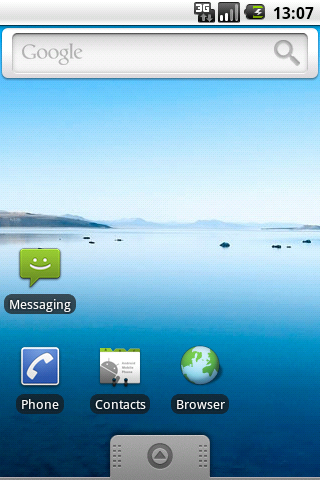
Android 2.0 - Eclair
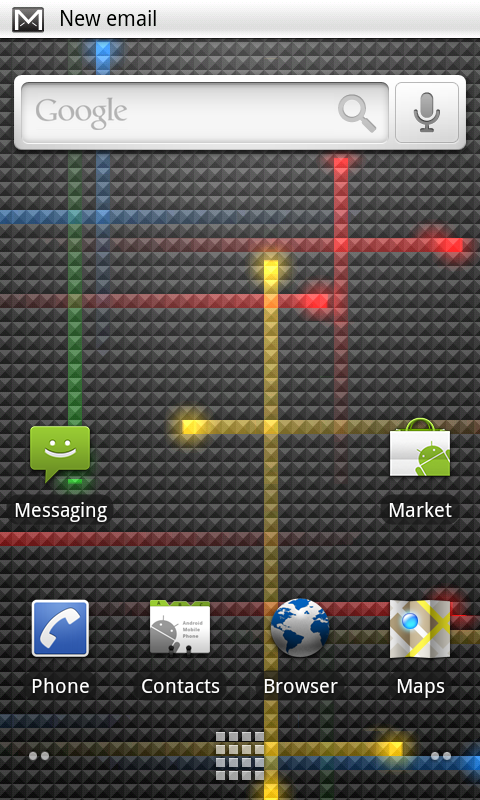
Android 2.1 - Eclair
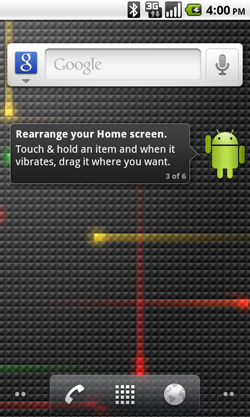
Android 2.2 - Froyo
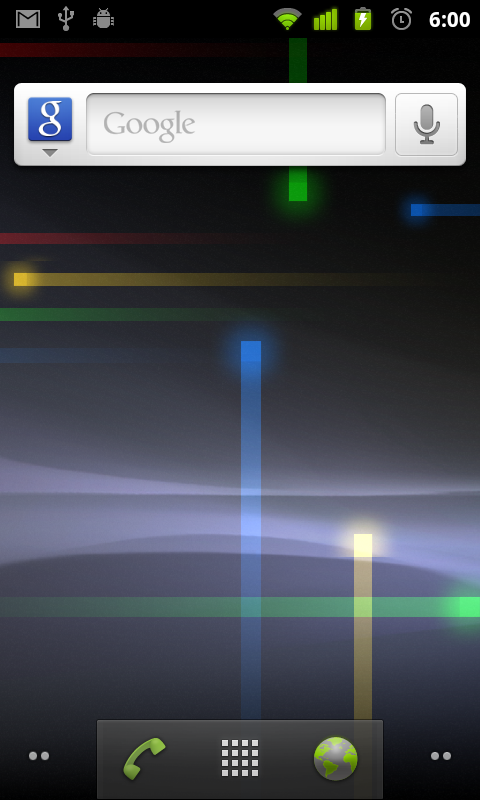
Android 2.3 - Gingerbread
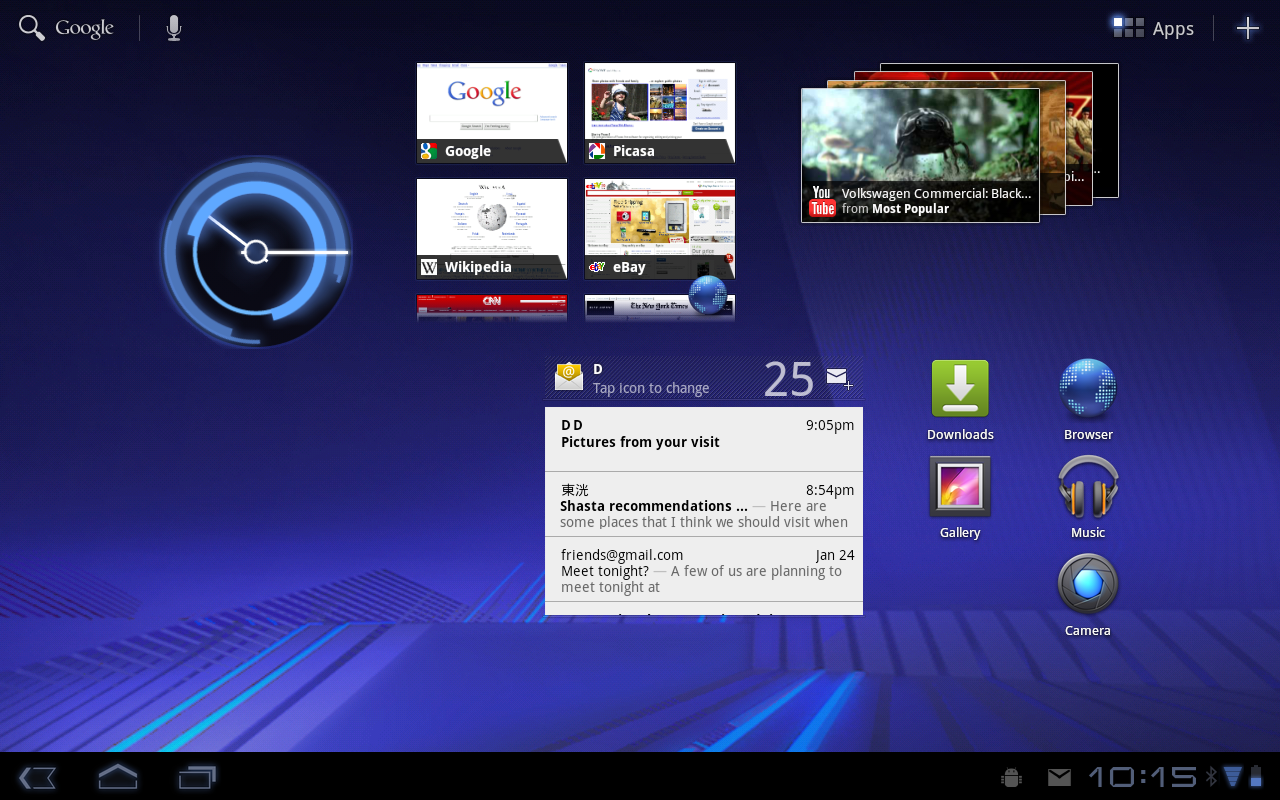
Android 3.0/3.1/3.2 - Honeycomb
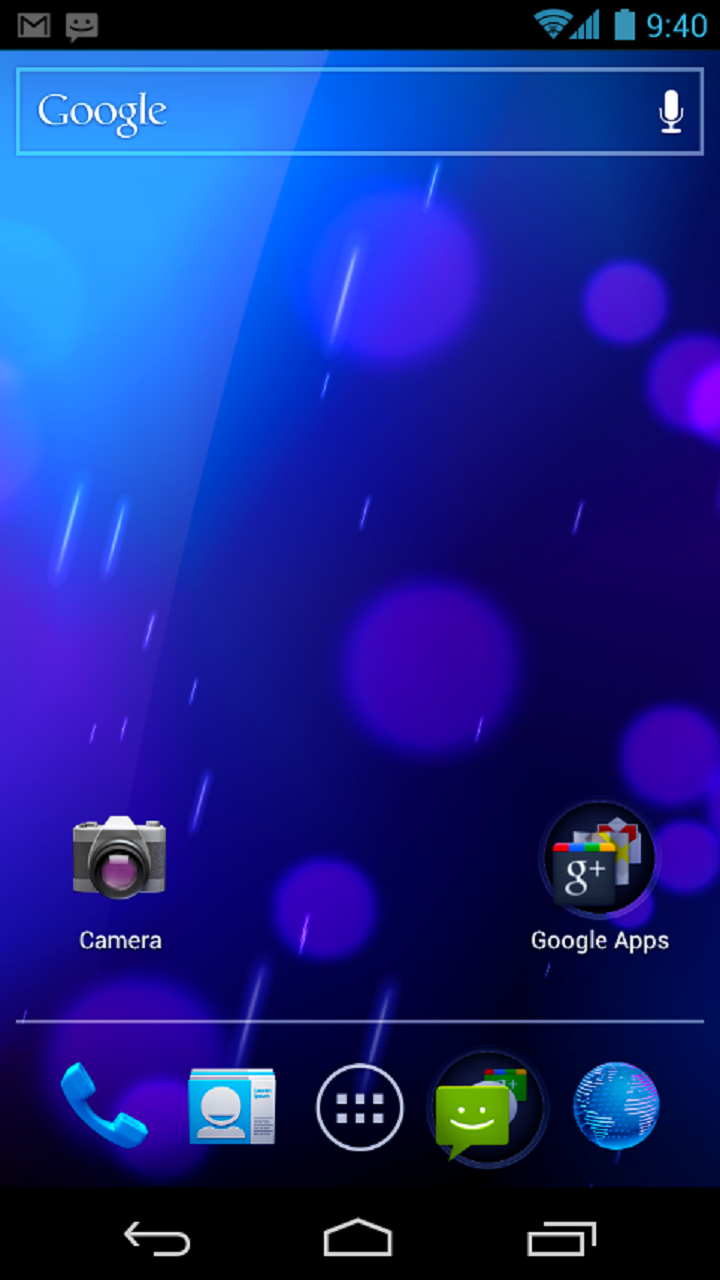
Android 4.0 - Ice Cream Sandwich
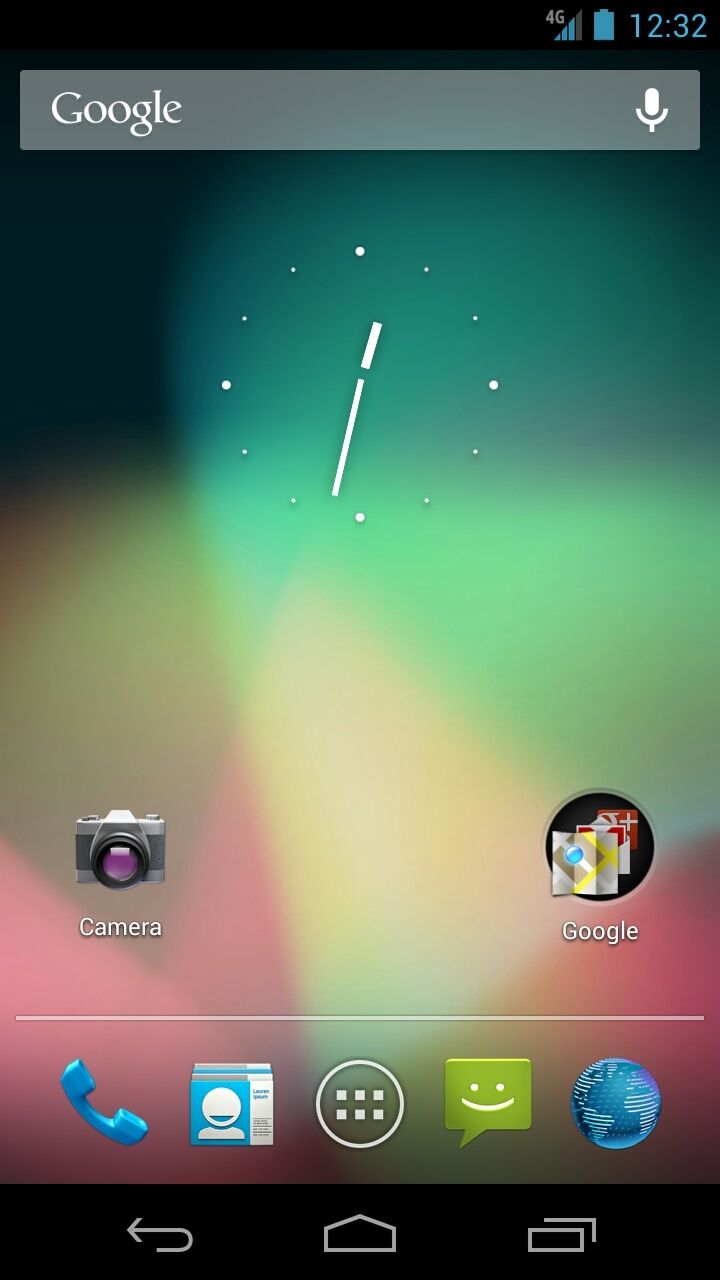
Android 4.1/4.2/4.3 - Jelly Bean
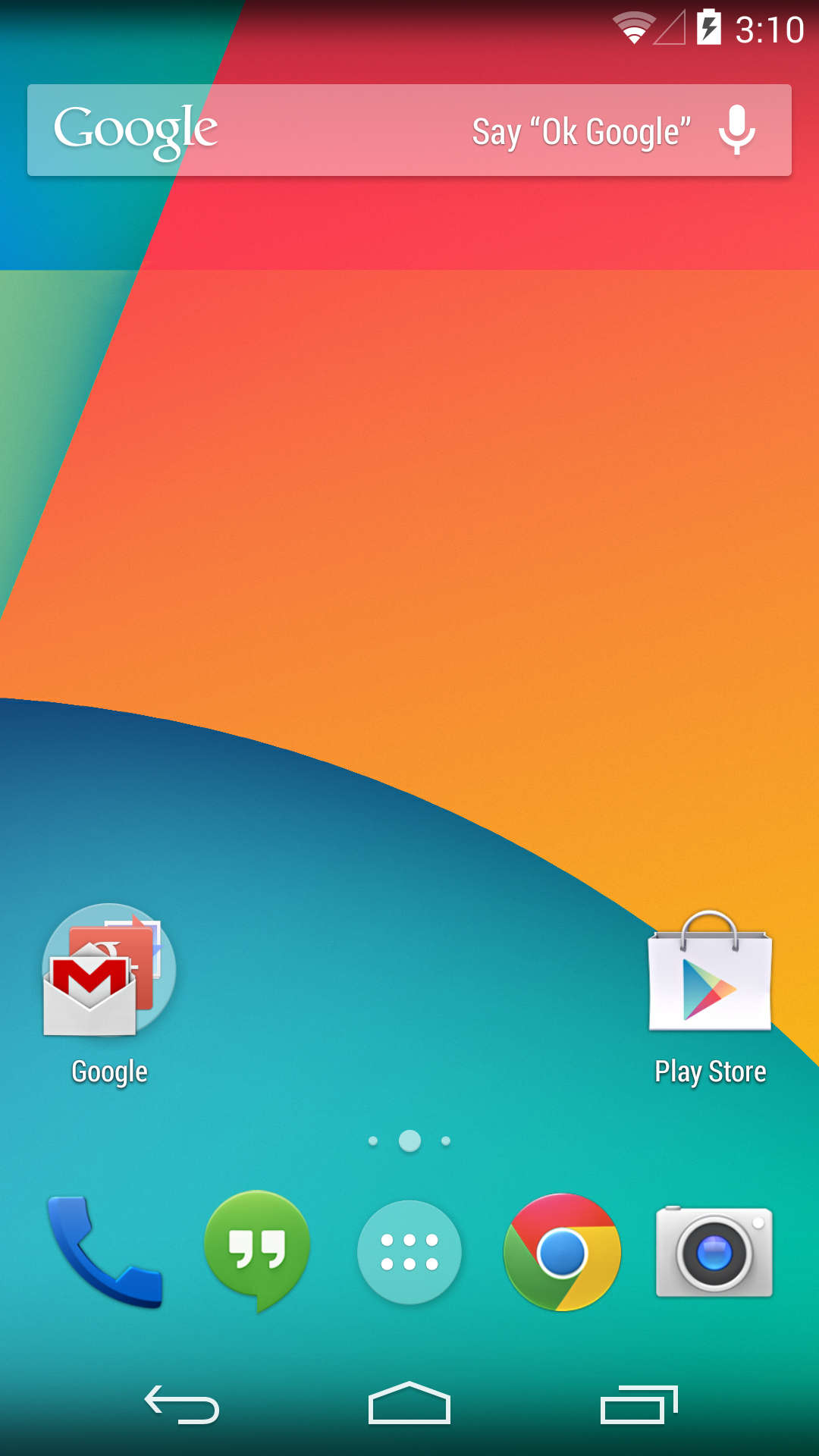
Android 4.4.2 - KitKat
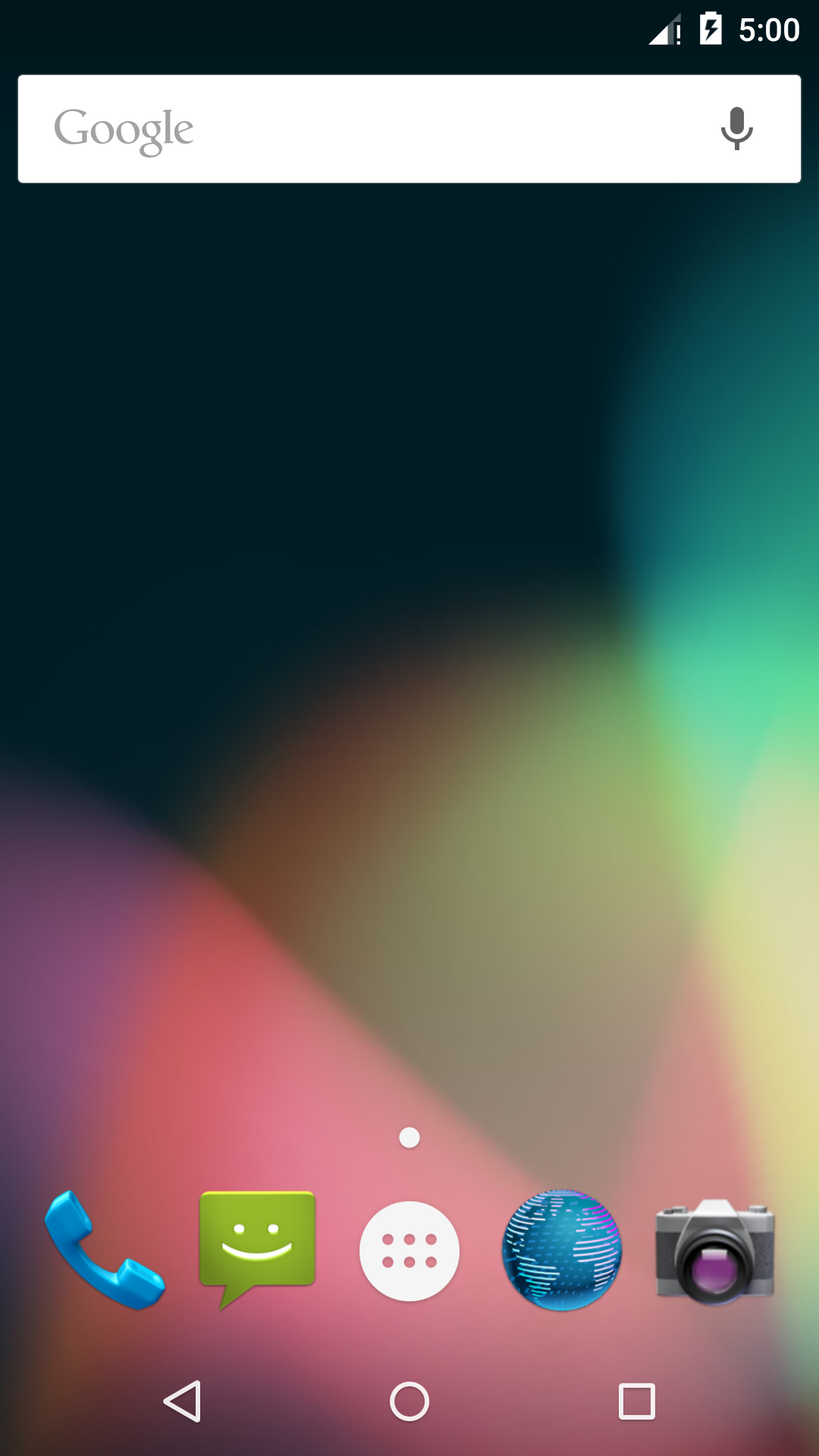
Android 5.0 - Lollipop
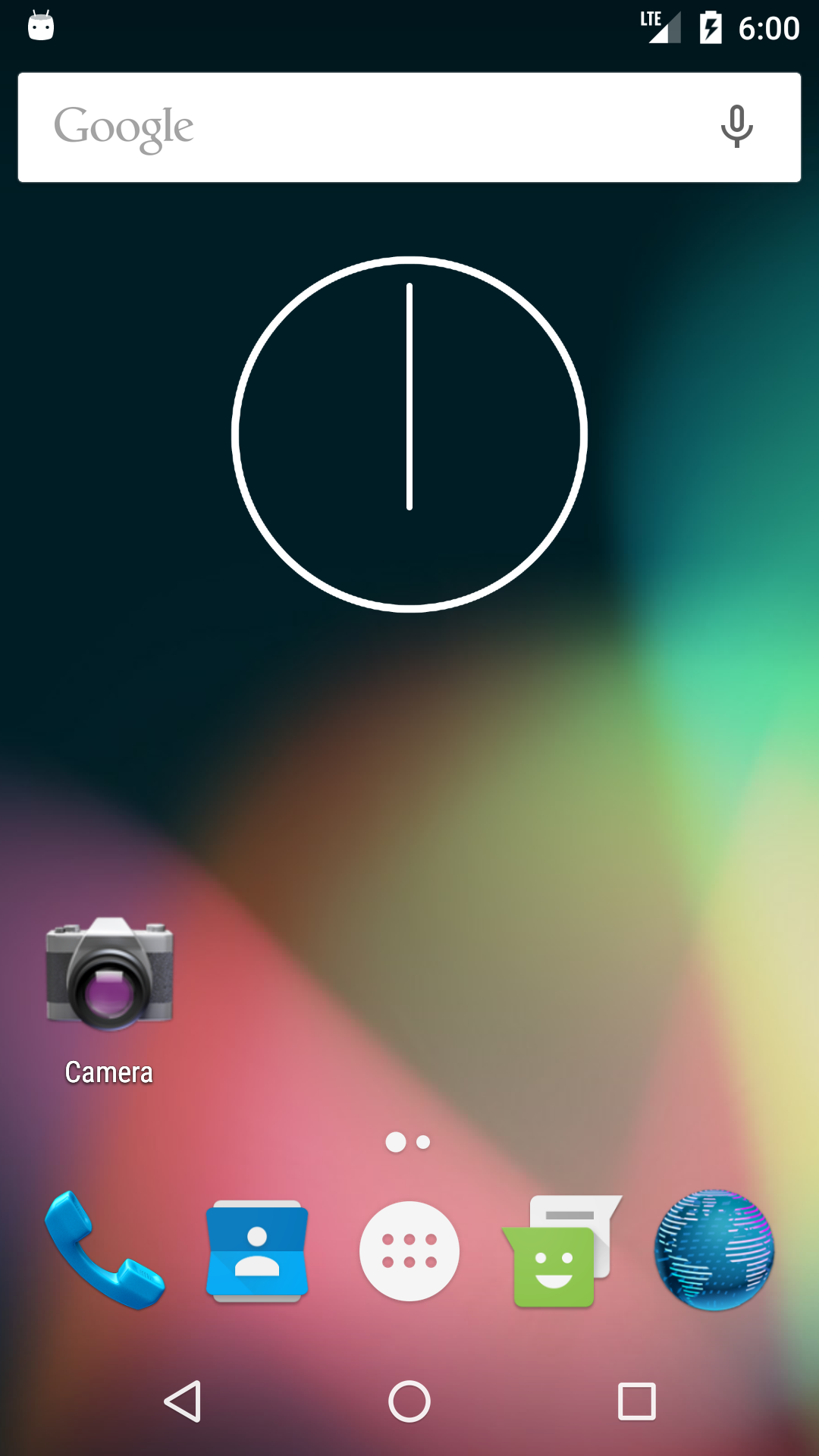
Android 6.0 - Marshmallow
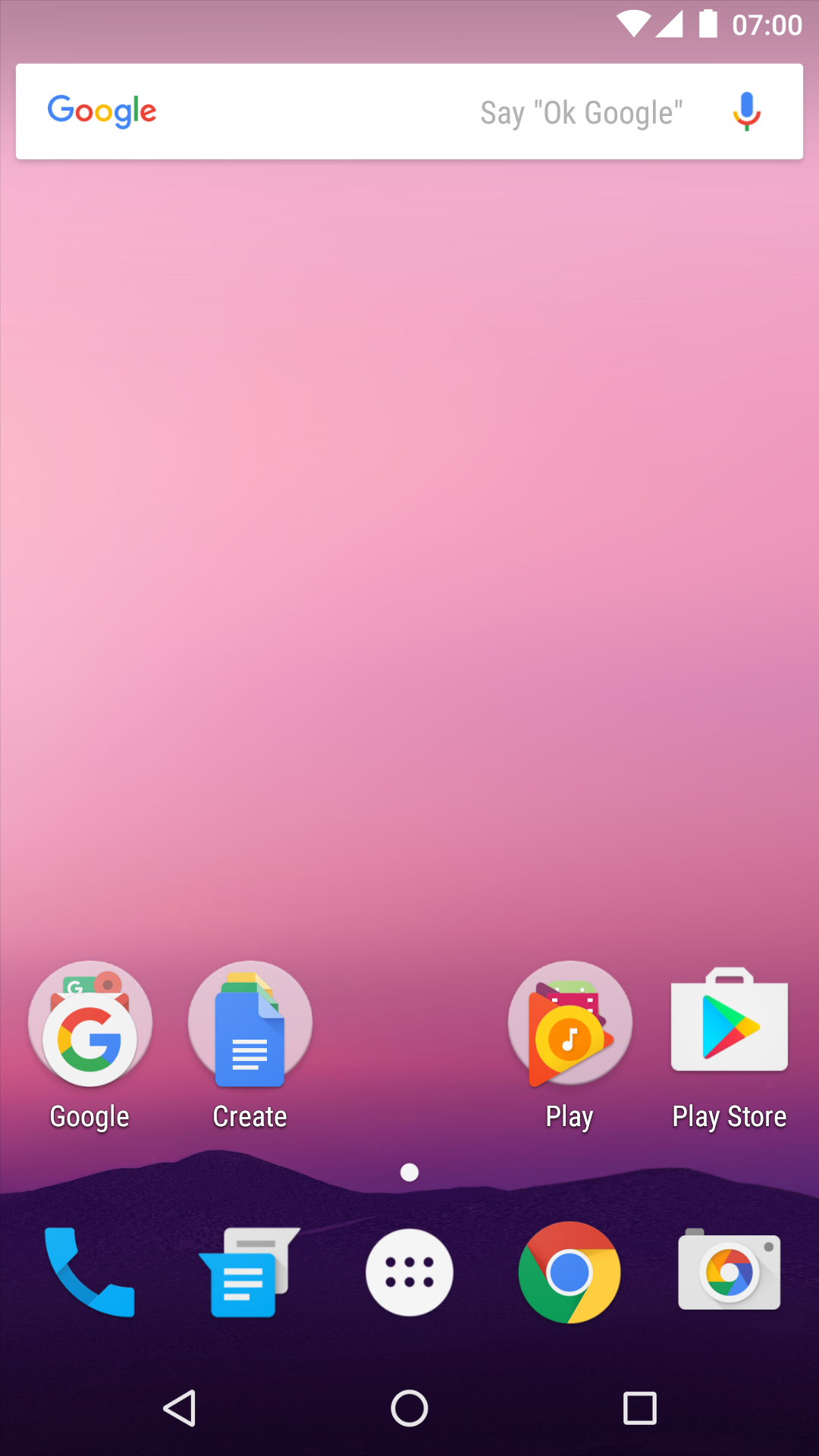
Android 7.0 - Nougat
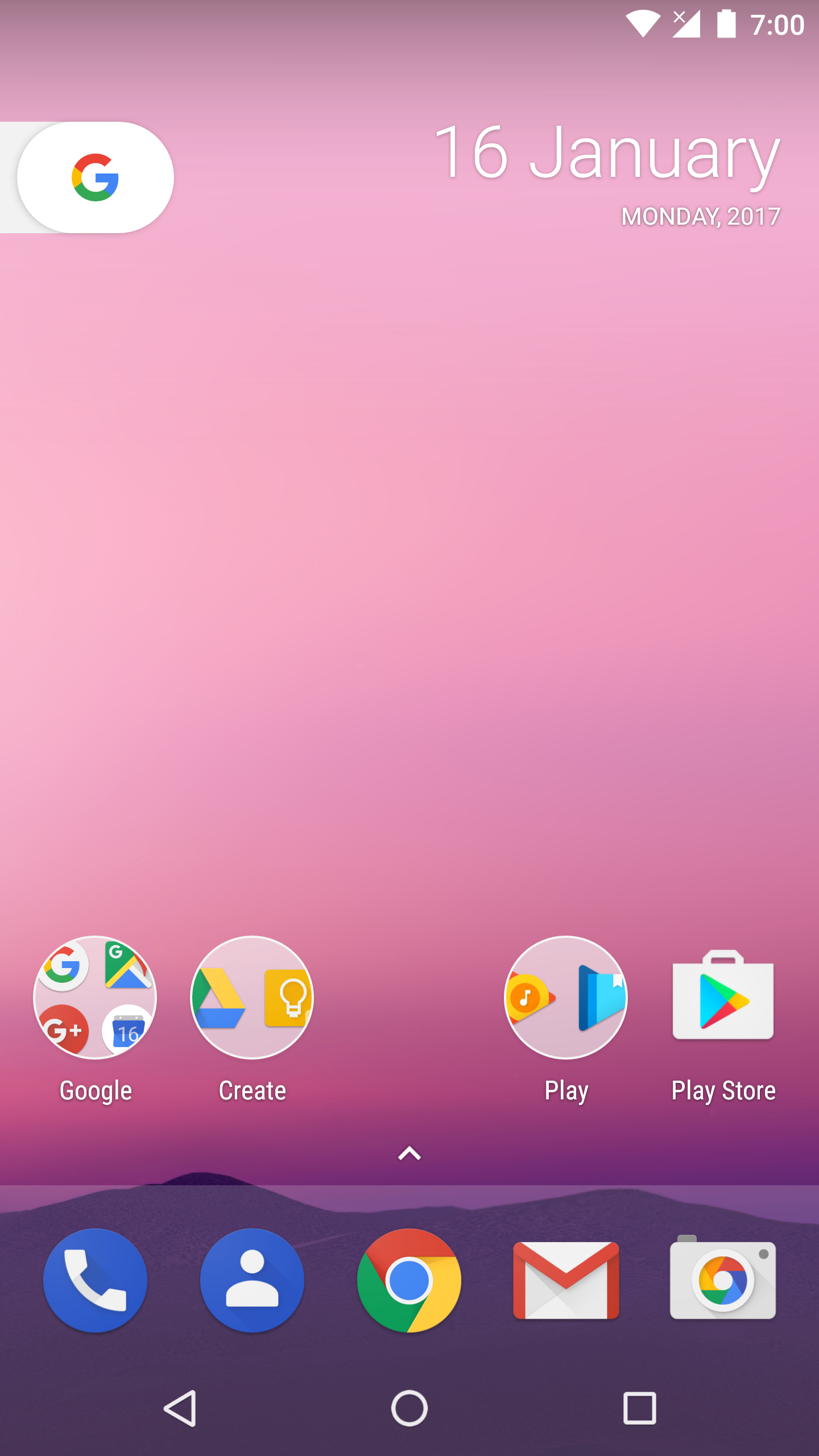
Android 7.1 - Nougat
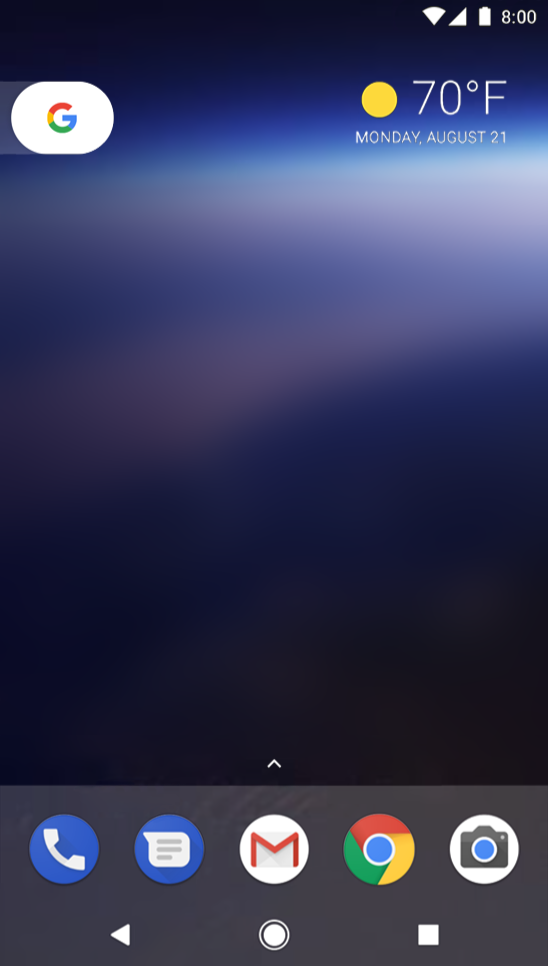
Android 8.0 - Oreo
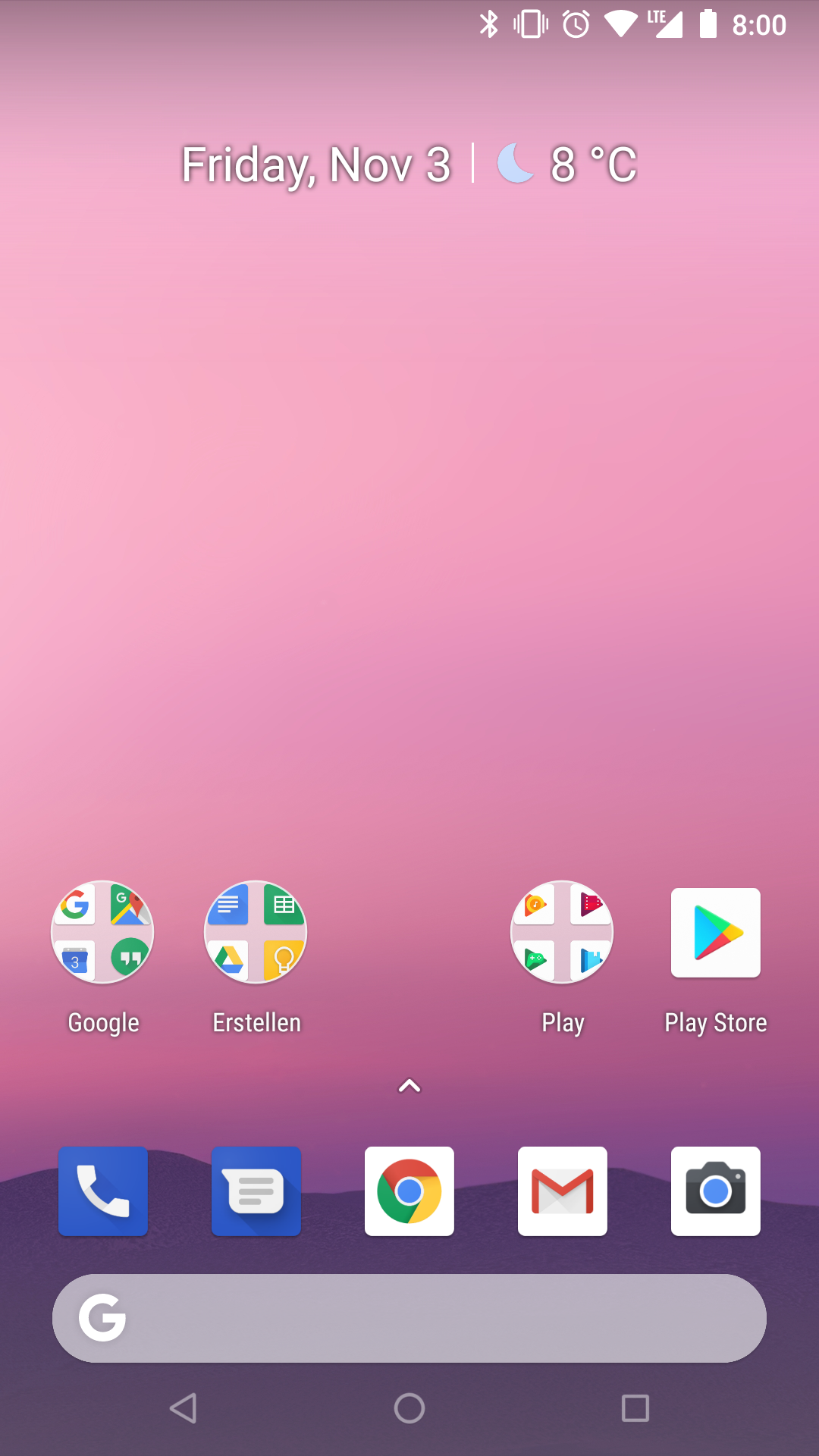
Android 8.1 - Oreo
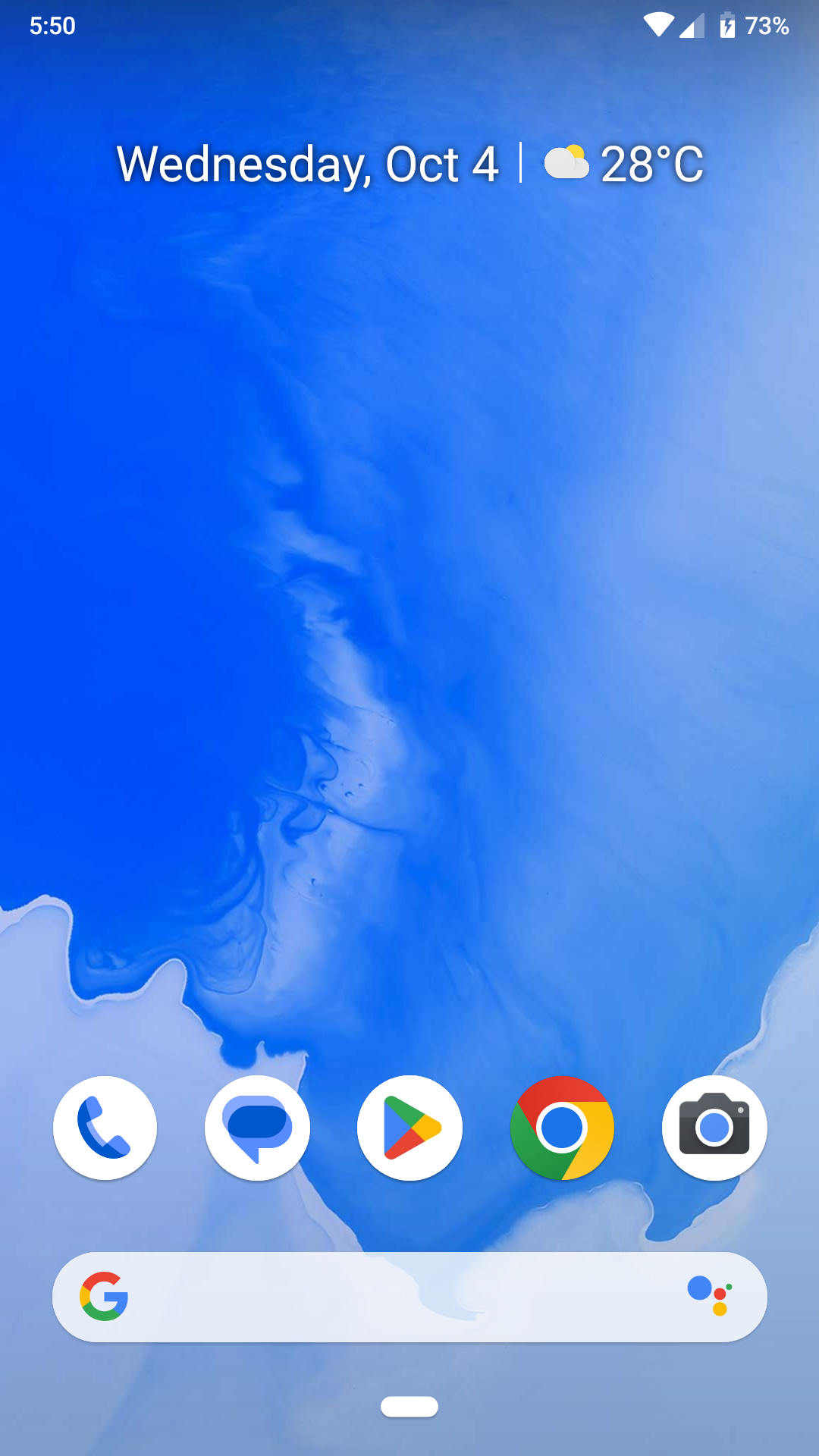
Android 9 - Pie
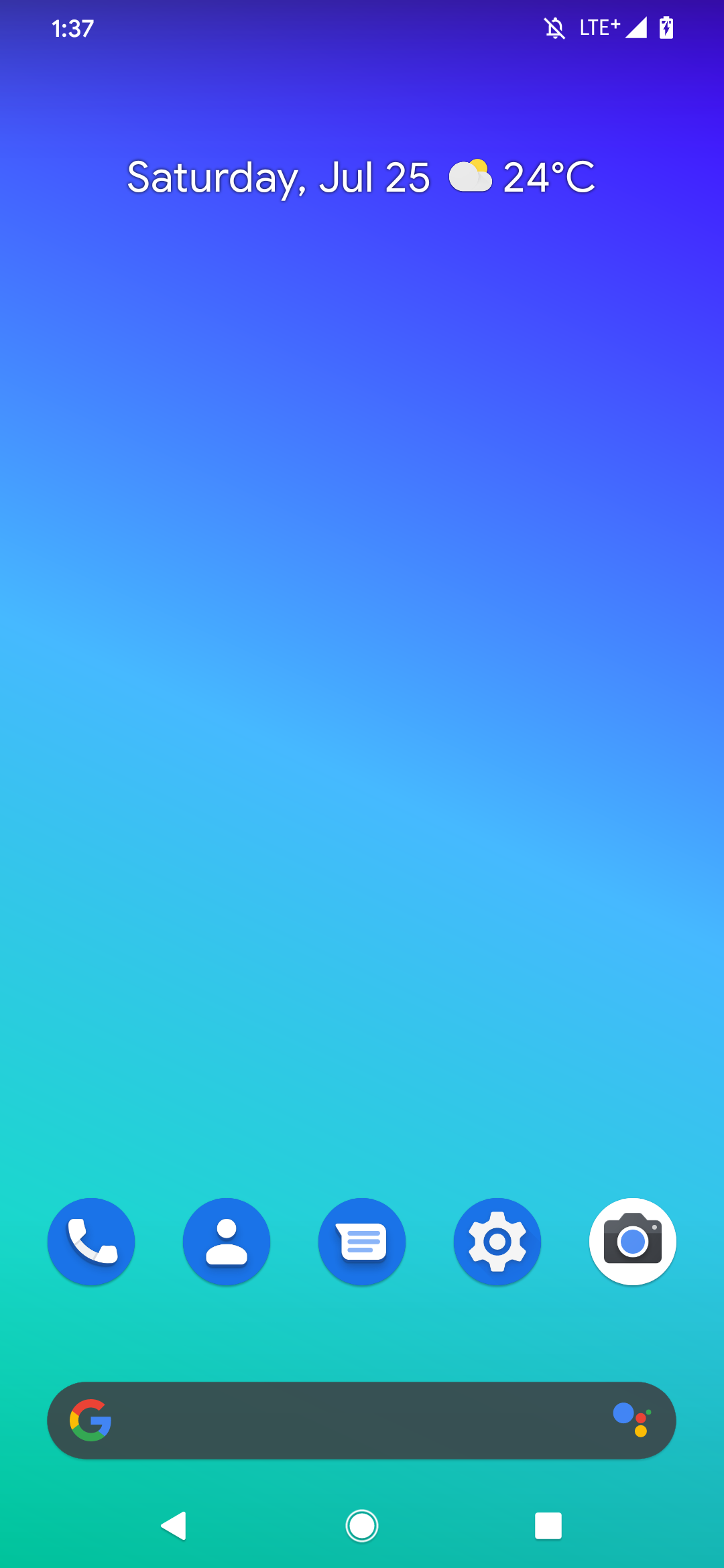
Android 10
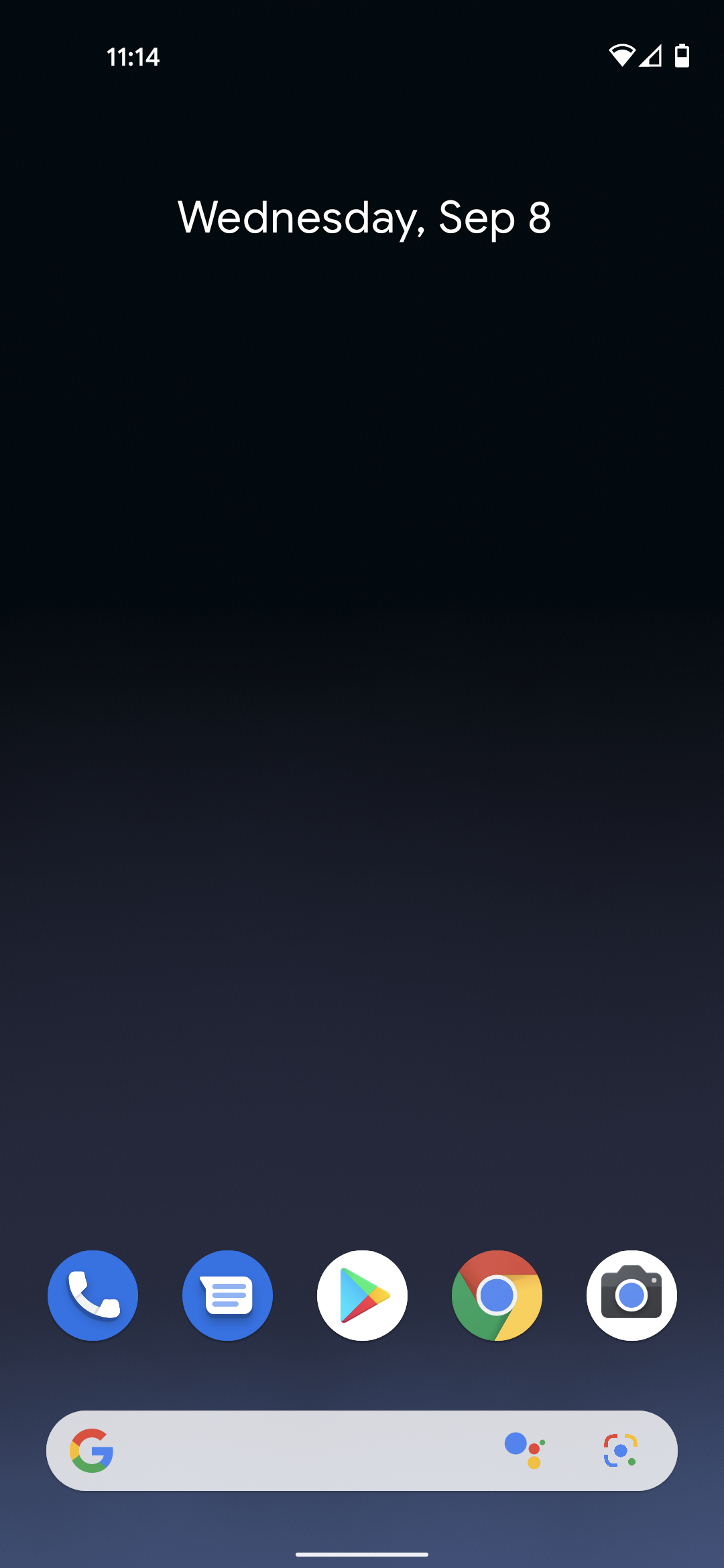
Android 11
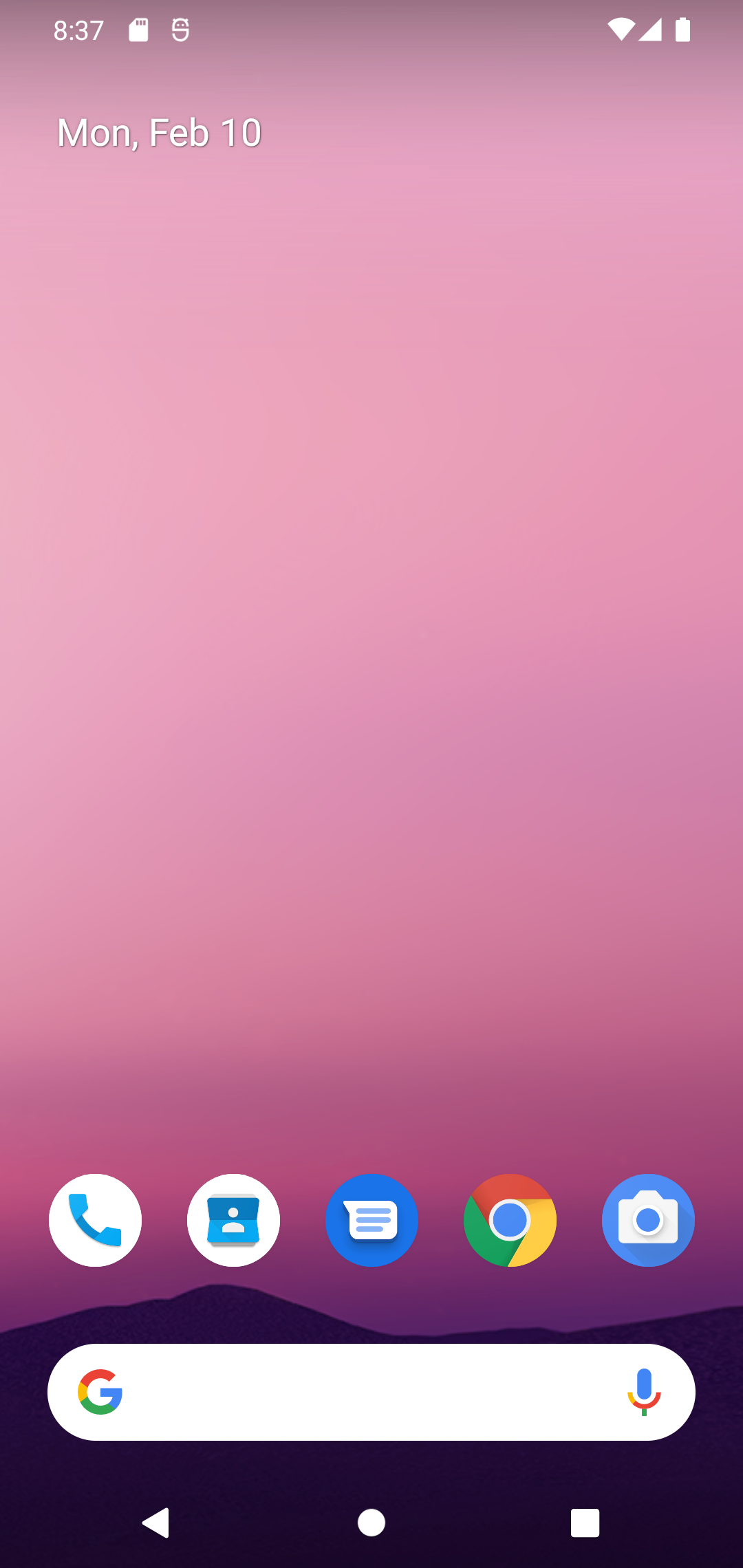
Android 12
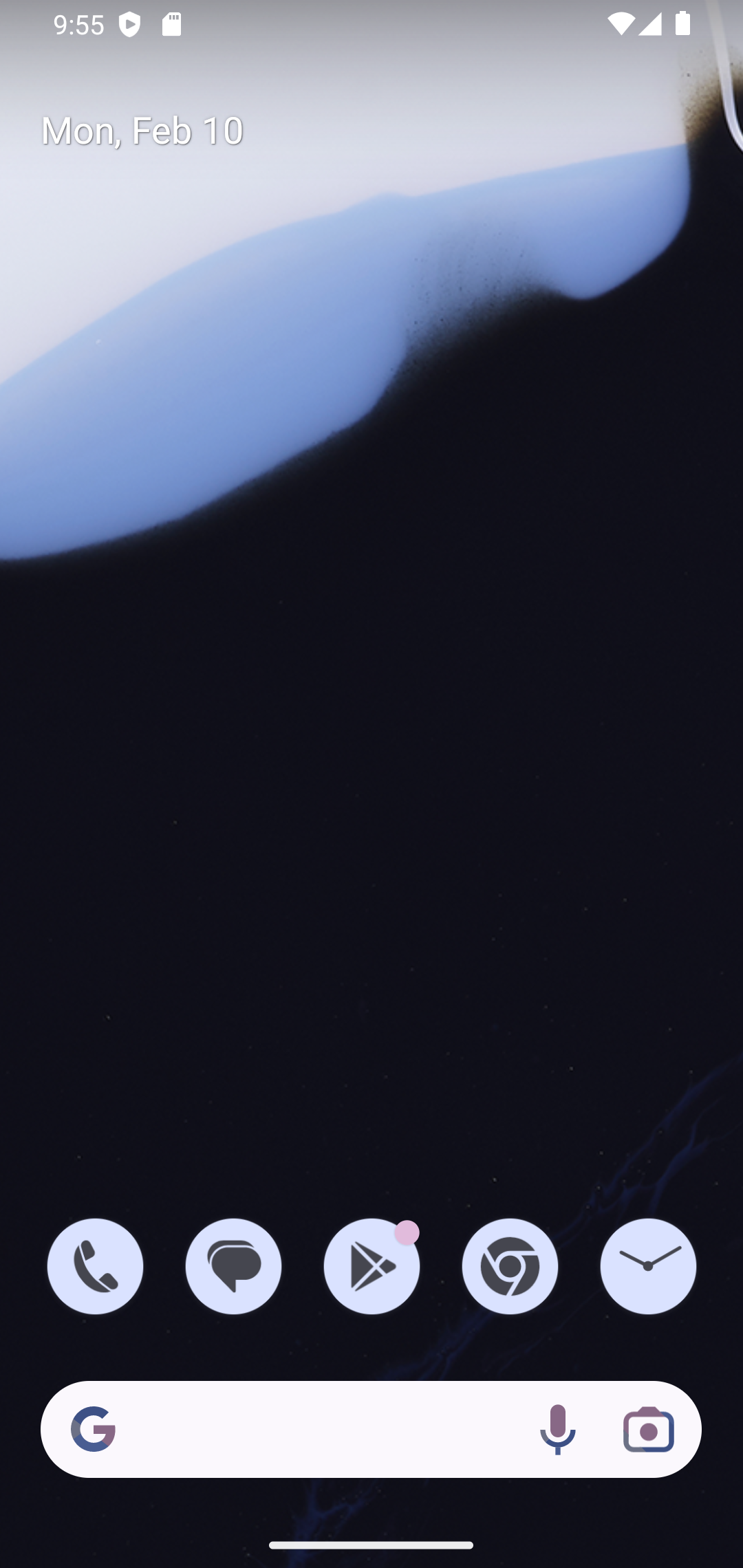
Android 13
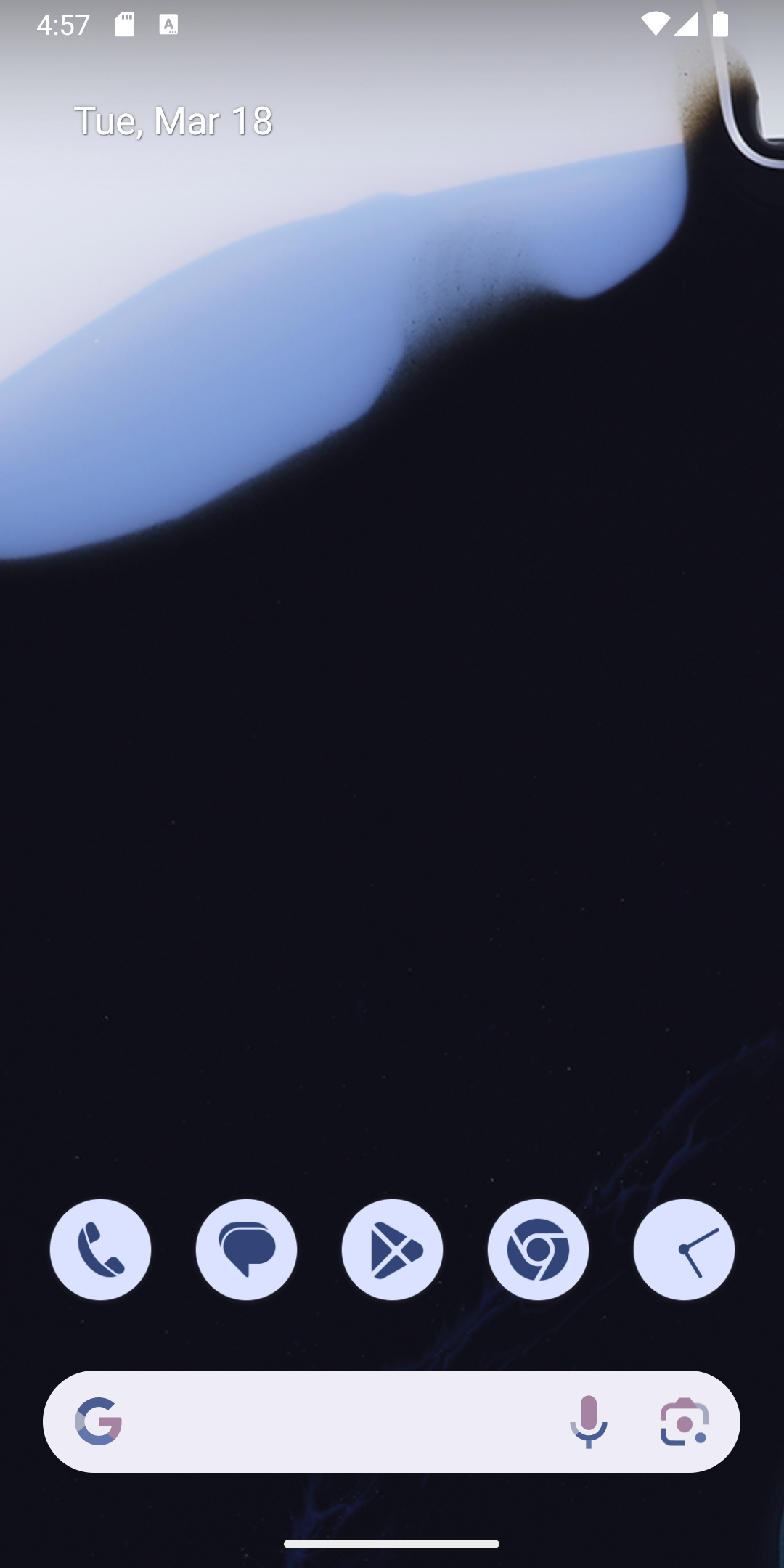
Android 14
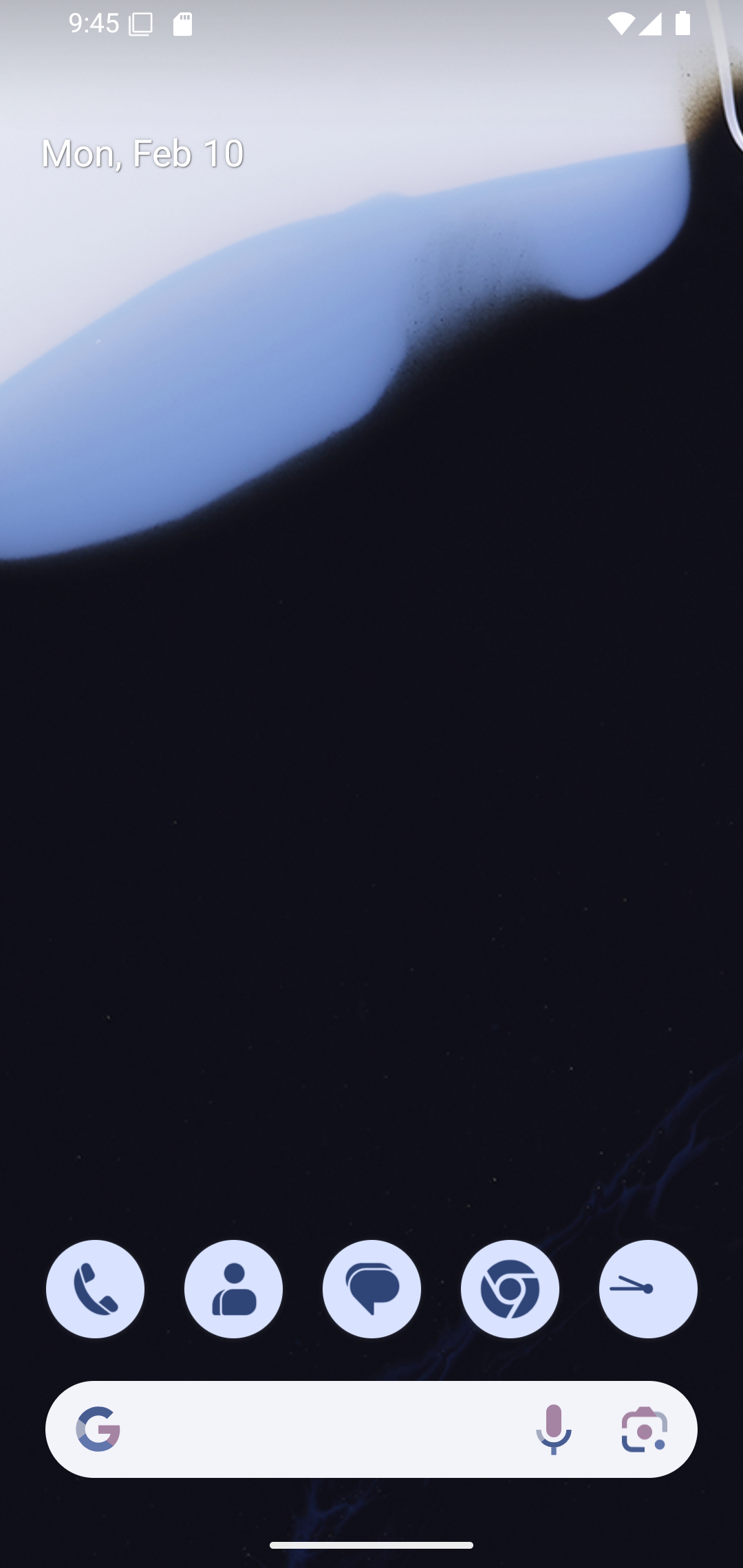
Android 15
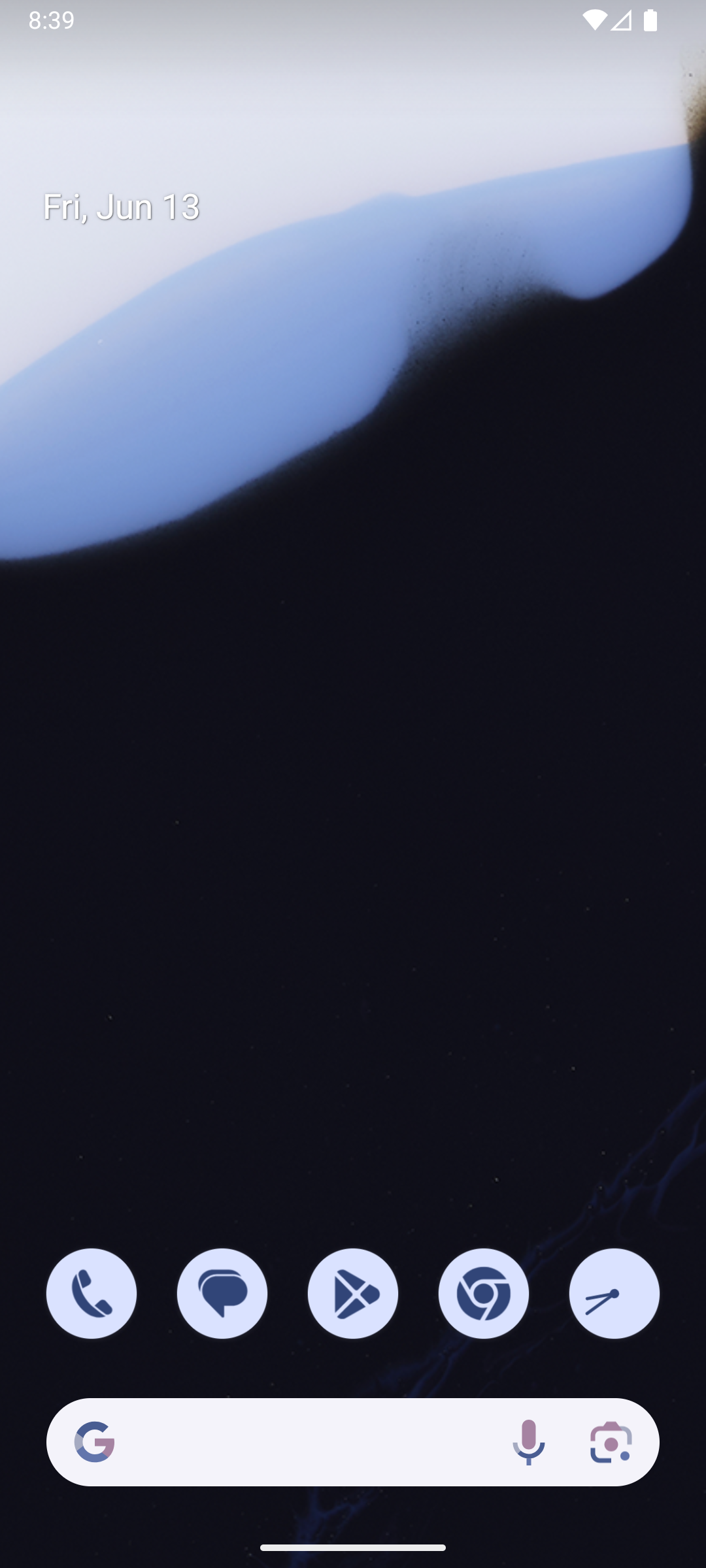
Android 16